# Liste des Playmates des années 2000
La Playmate of the Month, ou Miss, est une femme désignée chaque mois par le magazine Playboy. Elle apparaît sur le dépliant central du magazine, appelé centerfold.
La Playmate of the Year est quant à elle désignée chaque année parmi les 12 Playmates of the Month de l'année précédente.
Dans cette liste, le drapeau indique le pays de naissance de la playmate, non sa nationalité.

## Parannéeet parmois

### 2000
Playmate of the Year : Jodi Ann Paterson, Miss October 1999
| Miss           | Playmate                  | Née le     | Lieu de naissance              | Décès le   | Photos                         | Remarques |
| -------------- | ------------------------- | ---------- | ------------------------------ | ---------- | ------------------------------ | --------- |
| Miss January   | Carol et Darlene Bernaola | 27/08/1976 | Los Angeles, Californie        |            | Arny Freytag                   |           |
| Miss February  | Suzanne Stokes            | 09/07/1979 | Naples, Floride                |            | Richard Fegley                 |           |
| Miss March     | Nicole Lenz               | 24/01/1980 | Cleveland, Ohio                |            | Stephen Wayda, John R. Mourgos |           |
| Miss April     | Brande Roderick           | 13/06/1974 | Novato, Californie             |            | Stephen Wayda                  | PMOY 2001 |
| Miss May       | Brooke Berry              | 07/03/1980 | Colombie Britannique           |            | Arny Freytag, Stephen Wayda    |           |
| Miss June      | Shannon Stewart           | 25/05/1978 | Baton Rouge, Louisiane         |            | Stephen Wayda                  |           |
| Miss July      | Neferteri Shepherd        | 08/09/1980 | La Nouvelle Orléans, Louisiane |            | Arny Freytag                   |           |
| Miss August    | Summer Altice             | 23/12/1979 | Fountain Valley, Californie    |            | Stephen Wayda                  |           |
| Miss September | Kerissa Fare              | 31/12/1976 | Orange County, Californie      |            | Stephen Wayda                  |           |
| Miss October   | Nichole Van Croft         | 05/11/1973 | Jacksonville, Floride          | 20/04/2018 | Stephen Wayda                  |           |
| Miss November  | Buffy Tyler               | 18/04/1978 | Fredericksburg, Texas          |            | Stephen Wayda                  |           |
| Miss December  | Cara Michelle             | 01/02/1978 | Hawaii                         |            | Arny Freytag, Stephen Wayda    |           |

Playmates de 2000
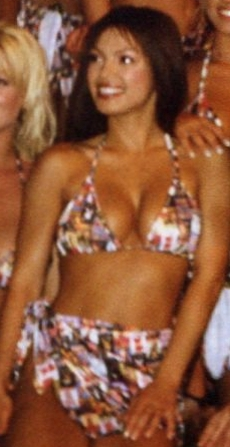
Jodi Ann Paterson
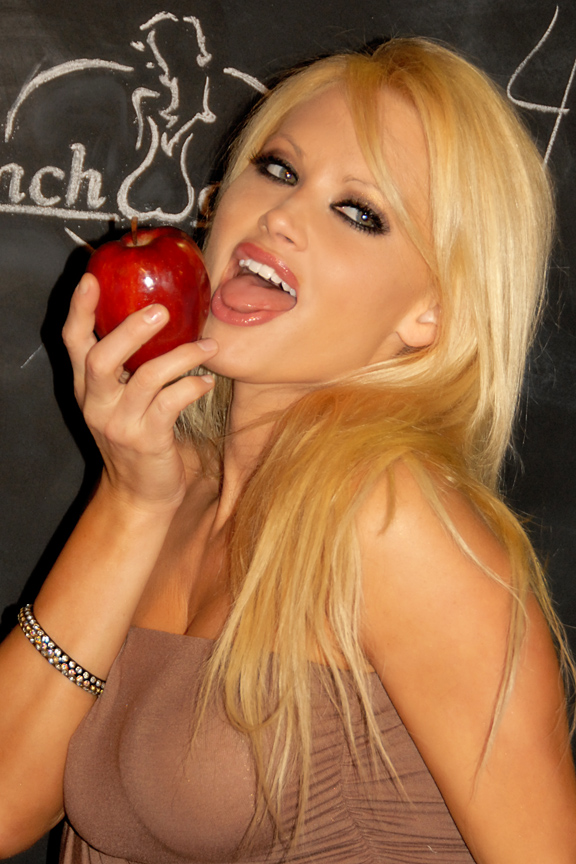
Suzanne Stokes
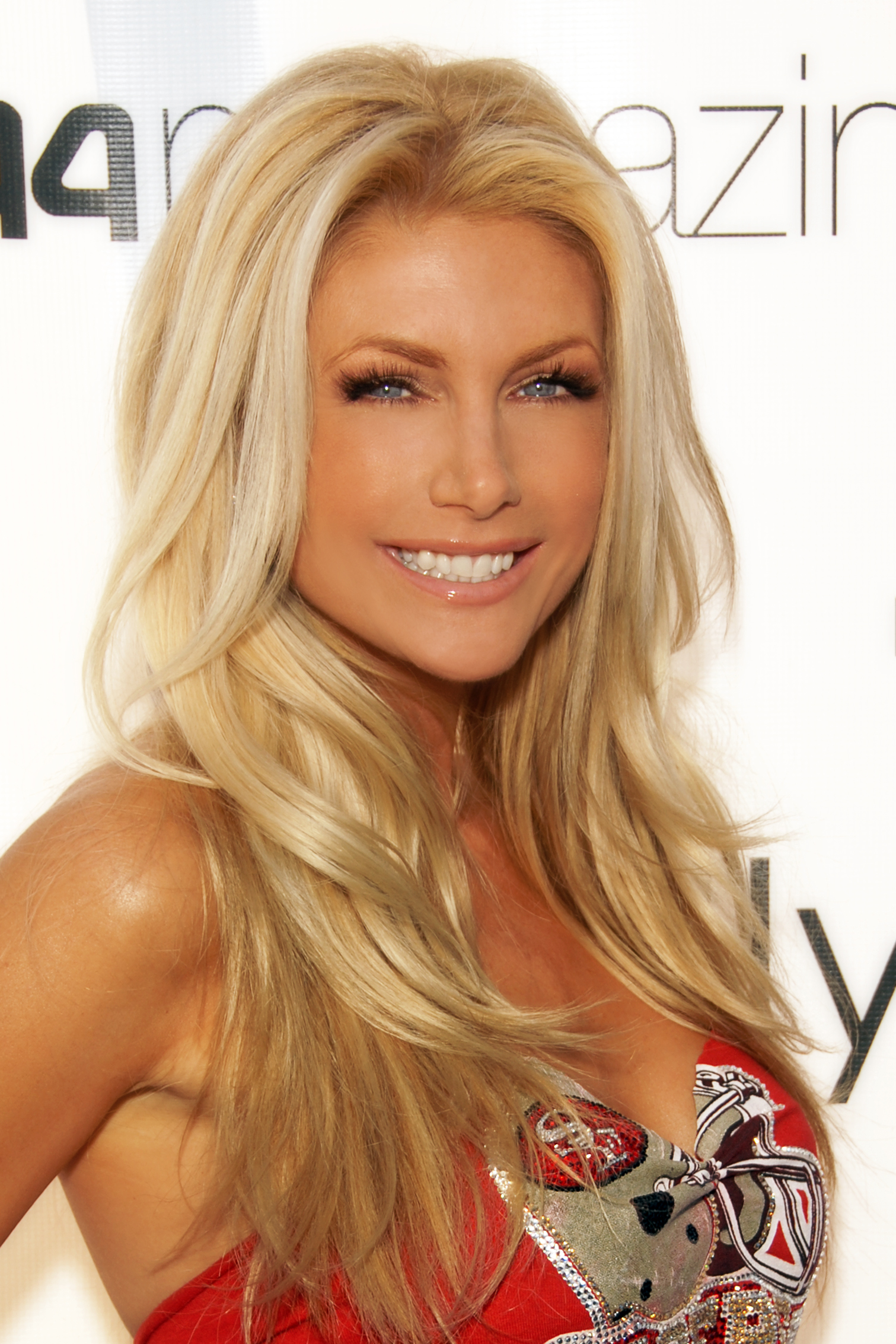
Brande Roderick
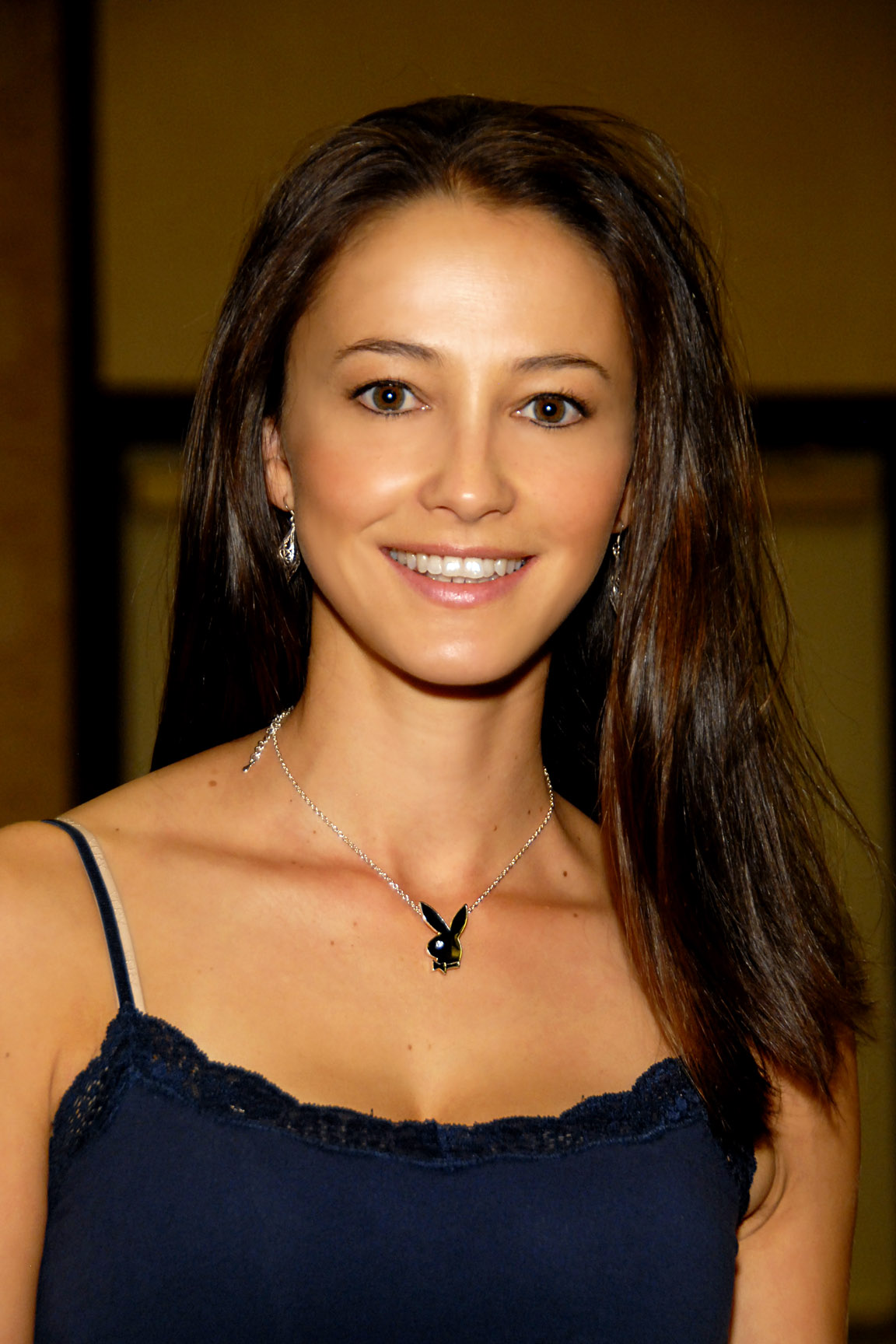
Brooke Berry

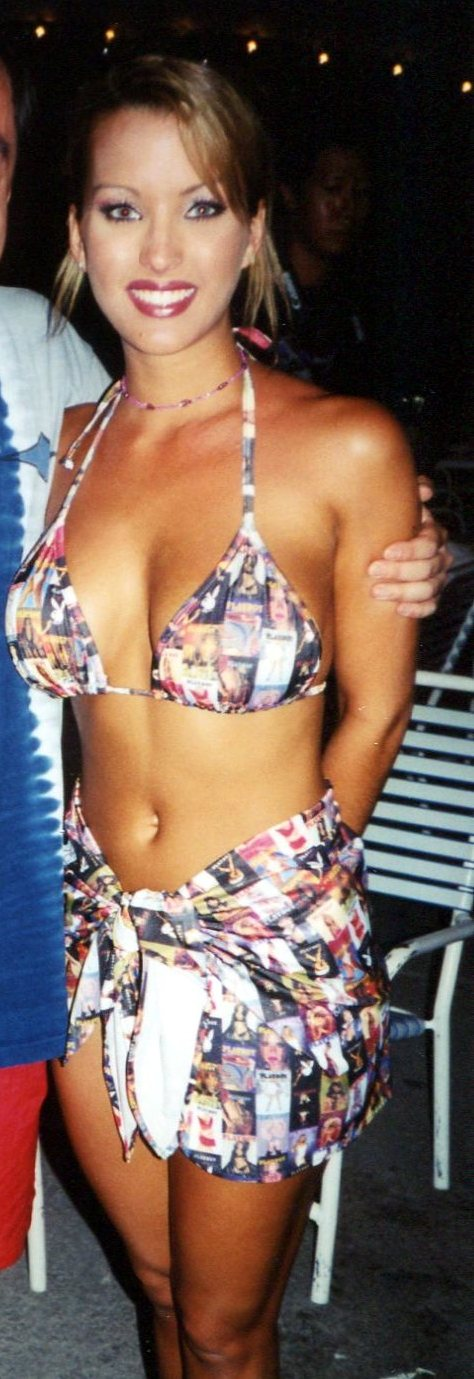
Shannon Stewart
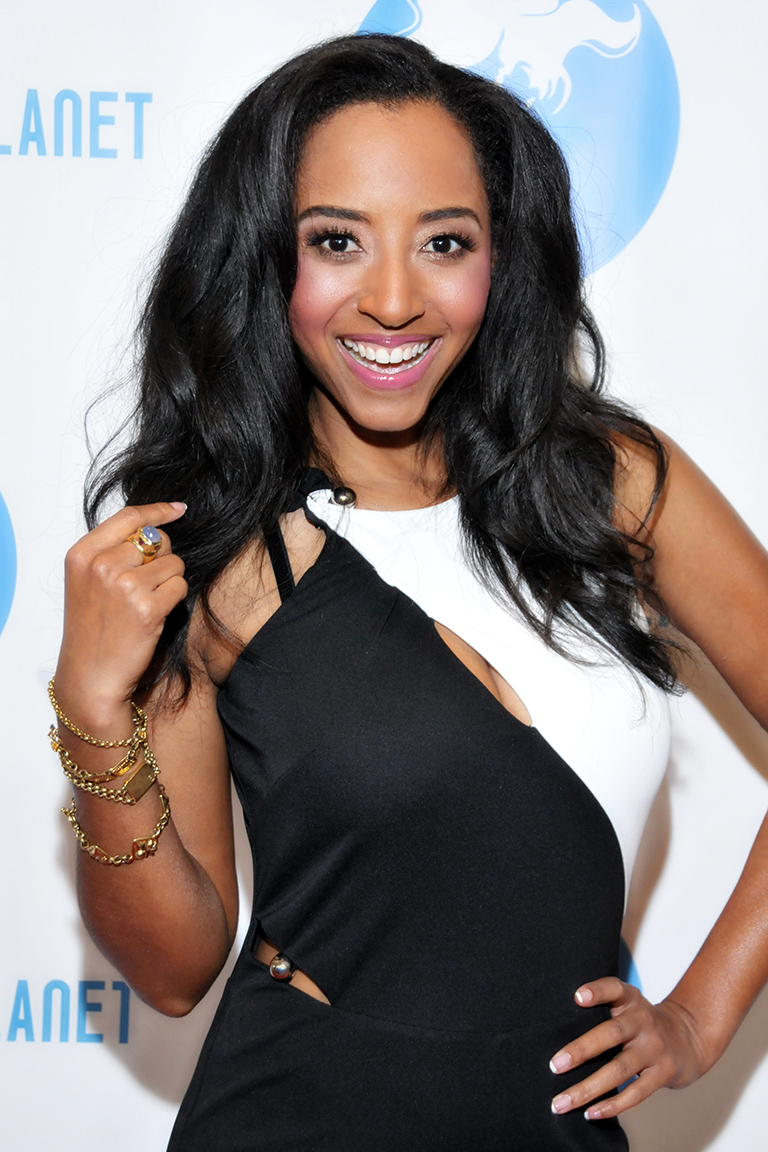
Neferteri Shepherd
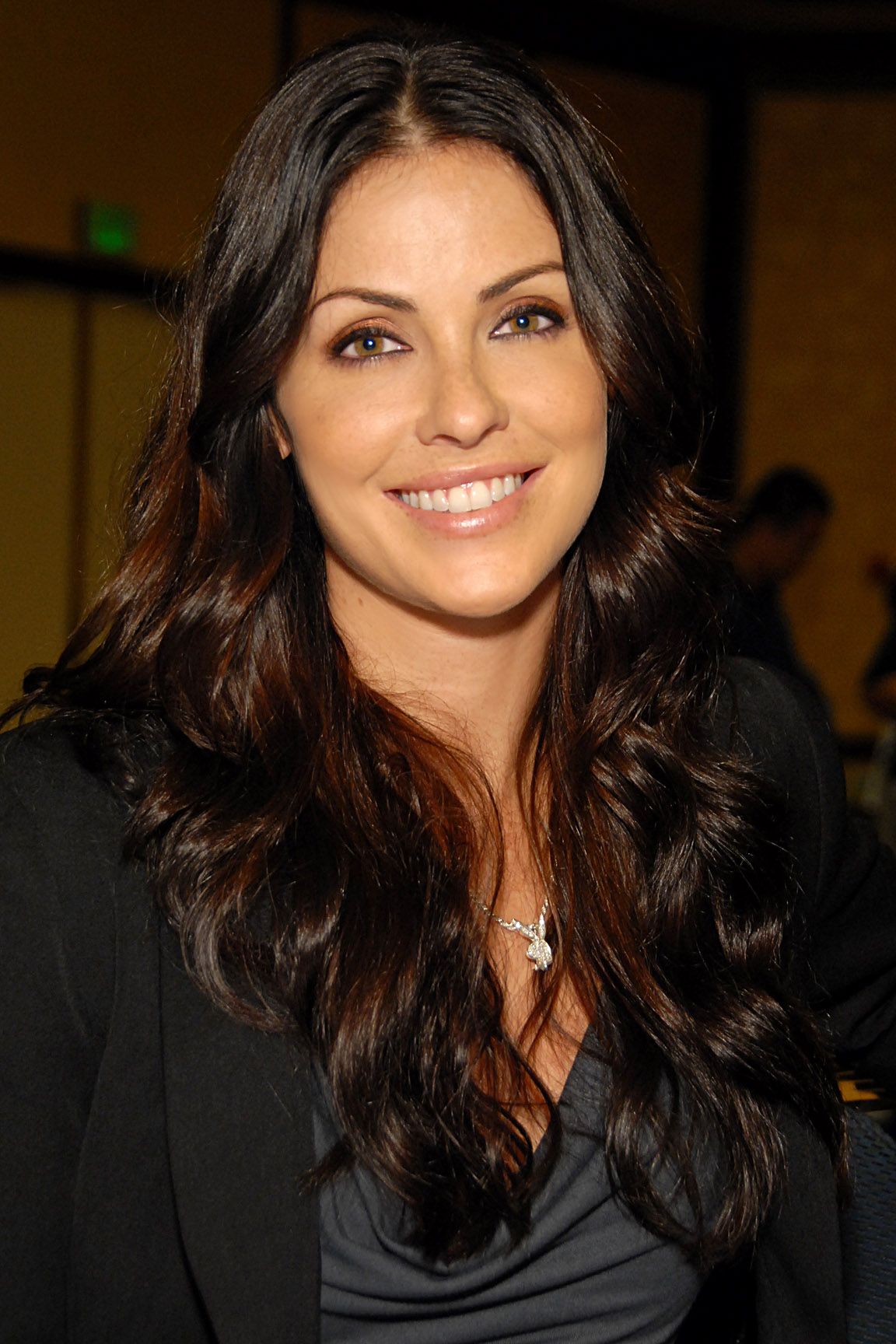
Summer Altice

### 2001
Playmate of the Year : Brande Roderick, Miss April 2000
| Miss           | Playmate            | Née le     | Lieu de naissance               | Décès le | Photos                        | Remarques |
| -------------- | ------------------- | ---------- | ------------------------------- | -------- | ----------------------------- | --------- |
| Miss January   | Irina Voronina      | 19/12/1977 | Dzerjinsk, Russie               |          | Arny Freytag                  |           |
| Miss February  | Lauren Hill         | 27/06/1979 | Columbia, Caroline du Sud       |          | Stephen Wayda                 |           |
| Miss March     | Miriam Gonzalez     | 08/07/1977 | Queens, New York                |          | Stephen Wayda                 |           |
| Miss April     | Katie Lohmann       | 29/01/1980 | Scottsdale, Arizona             |          | Stephen Wayda                 |           |
| Miss May       | Crista Nicole       | 24/07/1978 | Ohio                            |          | Arny Freytag, Stephen Wayda   |           |
| Miss June      | Heather Spytek      | 17/12/1977 | Woodbury, New Jersey            |          | Stephen Wayda                 |           |
| Miss July      | Kimberley Stanfield | 18/11/1981 | Vancouver, Colombie britannique |          | Richard Fegley, Stephen Wayda |           |
| Miss August    | Jennifer Walcott    | 08/05/1977 | Youngstown, Ohio                |          | Stephen Wayda                 |           |
| Miss September | Dalene Kurtis       | 12/11/1977 | Apple Valley, Californie        |          | Stephen Wayda                 | PMOY 2002 |
| Miss October   | Stephanie Heinrich  | 13/11/1979 | Cincinnati, Ohio                |          | Stephen Wayda                 |           |
| Miss November  | Lindsey Vuolo       | 19/10/1981 | Princeton, New Jersey           |          | Arny Freytag                  |           |
| Miss December  | Shanna Moakler      | 28/03/1975 | Providence, Rhode Island        |          | Stephen Wayda                 |           |

Playmates de 2001
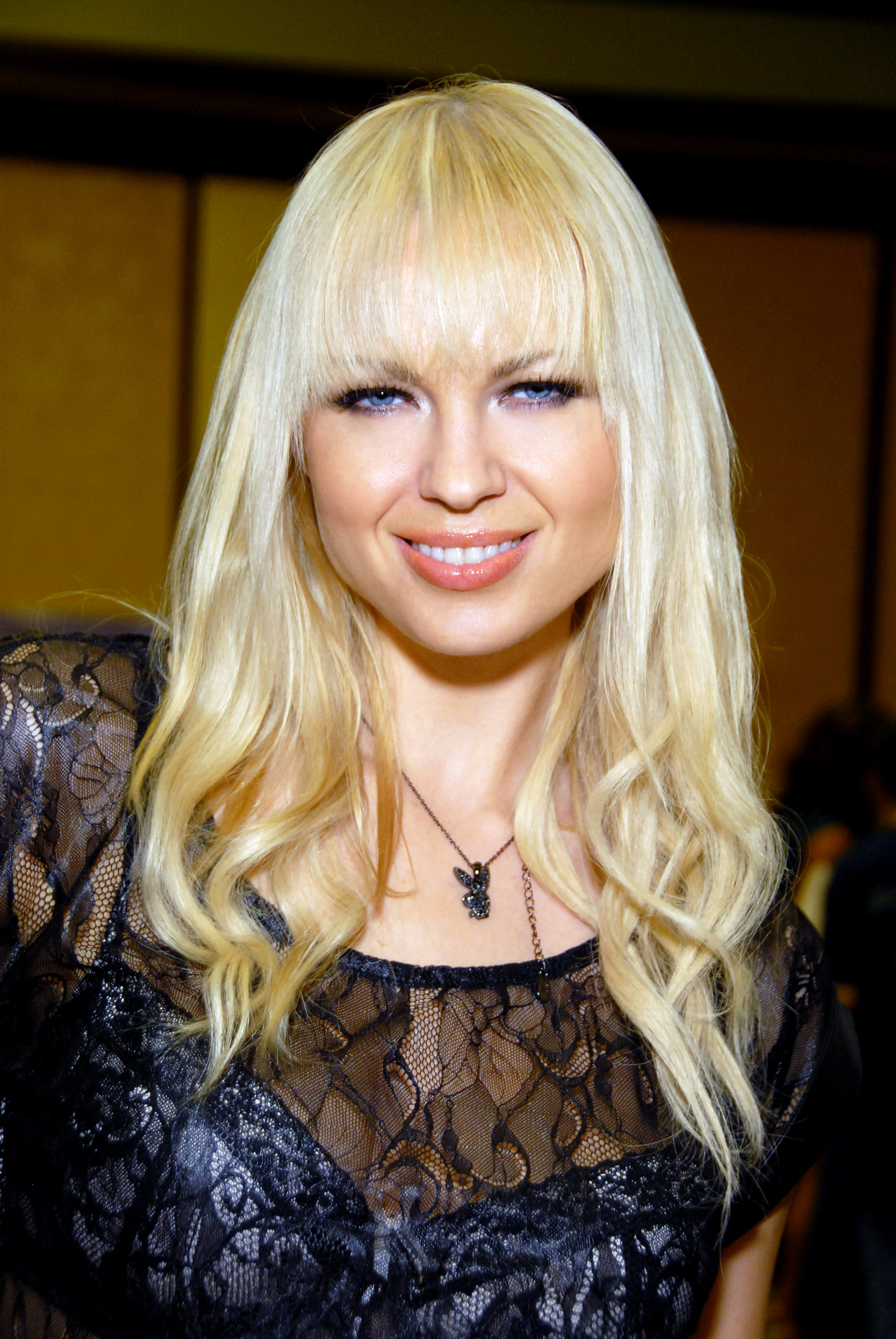
Irina Voronina
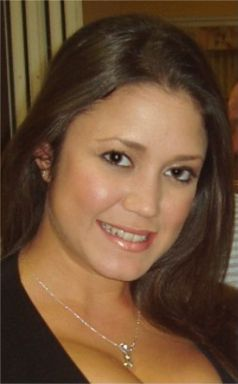
Miriam Gonzalez
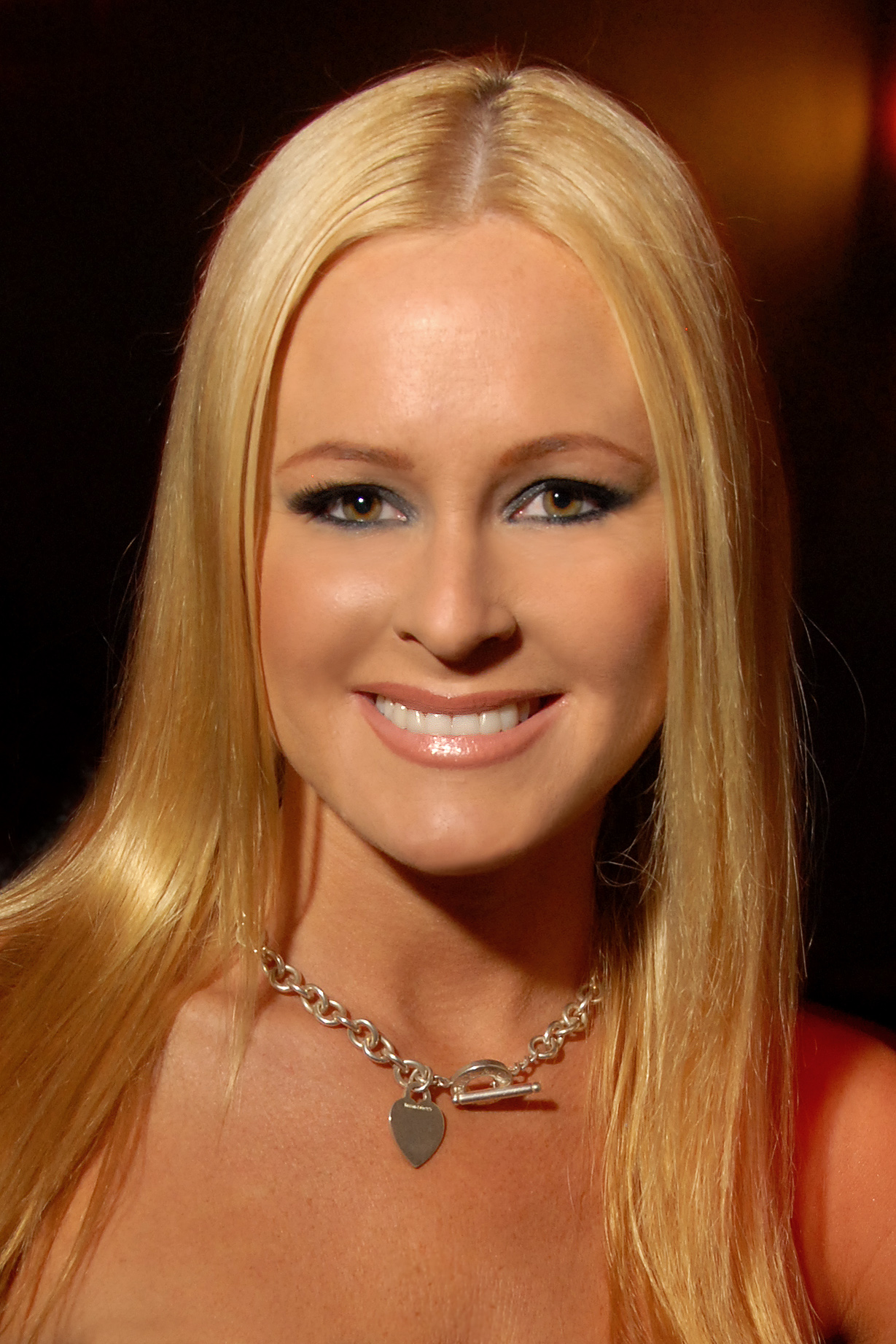
Katie Lohmann
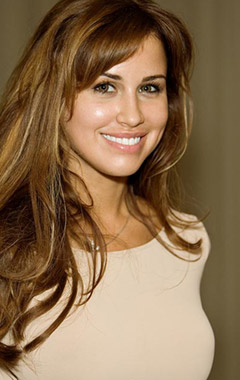
Jennifer Walcott
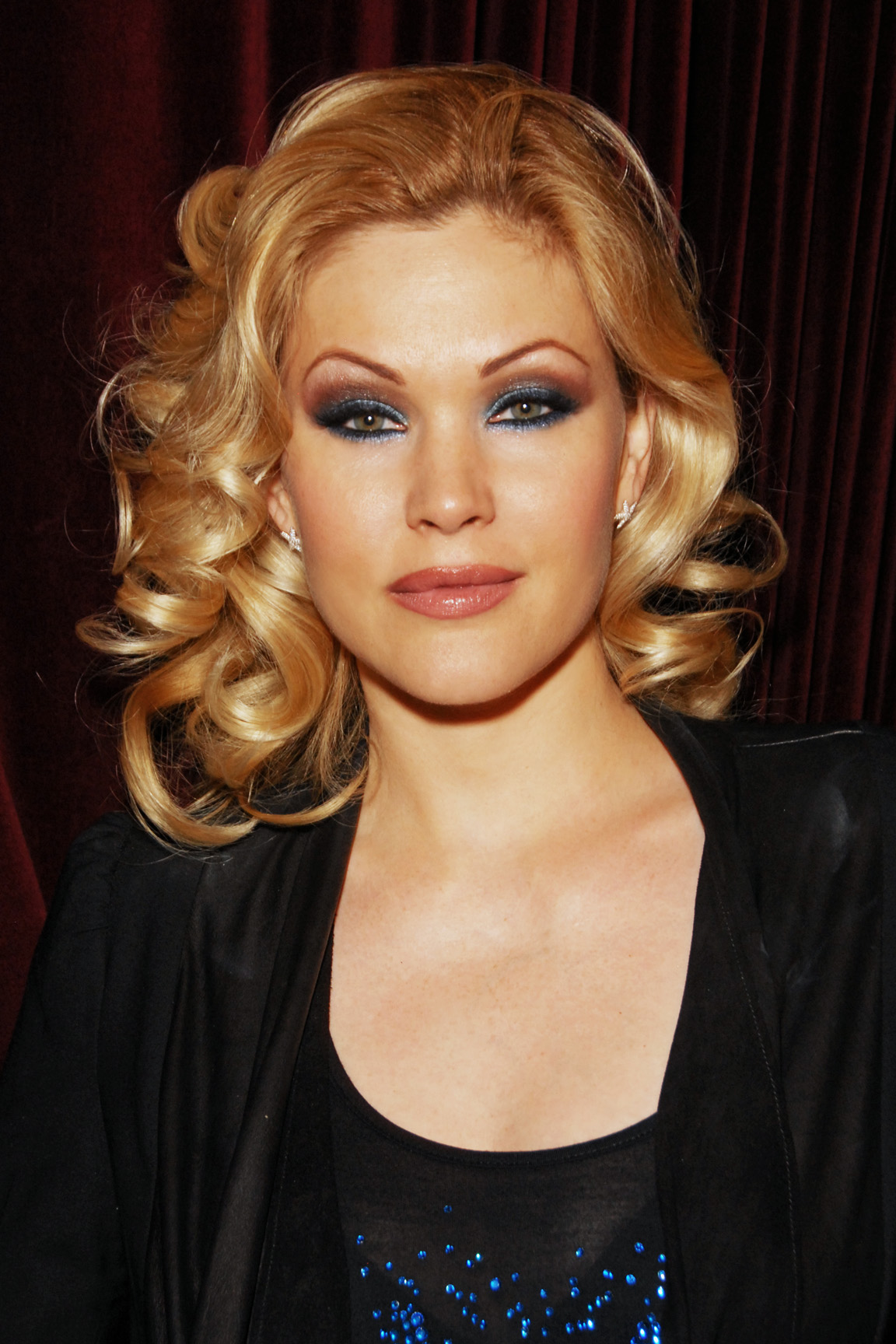
Shanna Moakler

### 2002
Playmate of the Year : Dalene Kurtis, Miss September 2001
| Miss           | Playmate           | Née le     | Lieu de naissance          | Décès le | Photos                         | Remarques |
| -------------- | ------------------ | ---------- | -------------------------- | -------- | ------------------------------ | --------- |
| Miss January   | Nicole Narain      | 28/07/1974 | Chicago, Illinois          |          | George Georgiou                |           |
| Miss February  | Anka Romensky      | 16/09/1980 | Kiev, Ukraine              |          | Arny Freytag , Stephen Wayda   |           |
| Miss March     | Tina Jordan        | 21/08/1972 | Hollywood, Californie      |          | Arny Freytag, Stephen Wayda    |           |
| Miss April     | Heather Carolin    | 15/08/1982 | Harbor City, Californie    |          | Stephen Wayda                  |           |
| Miss May       | Christi Shake      | 22/08/1980 | Baltimore, Maryland        |          | Arny Freytag                   |           |
| Miss June      | Michele Rogers     | 14/05/1976 | Honolulu, Hawaii           |          | Arny Freytag                   |           |
| Miss July      | Lauren Anderson    | 06/06/1980 | Milwaukee, Wisconsin       |          | Arny Freytag                   |           |
| Miss August    | Christina Santiago | 15/10/1981 | Chicago, Illinois          |          | Arny Freytag                   | PMOY 2003 |
| Miss September | Shallan Meiers     | 30/09/1981 | San Diego, Californie      |          | Stephen Wayda                  |           |
| Miss October   | Teri Harrison      | 16/02/1981 | Bradenton, Floride         |          | Stephen Wayda                  |           |
| Miss November  | Serria Tawan       | 04/09/1978 | Chicago, Illinois          |          | Arny Freytag, Stephen Wayda    |           |
| Miss December  | Lani Todd          | 04/06/1981 | Philadelphia, Pennsylvanie |          | Arny Freytag, Jarmo Pohjaniemi |           |

Playmates de 2002
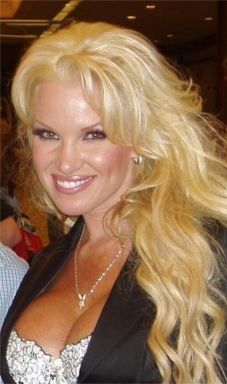
Tina Jordan
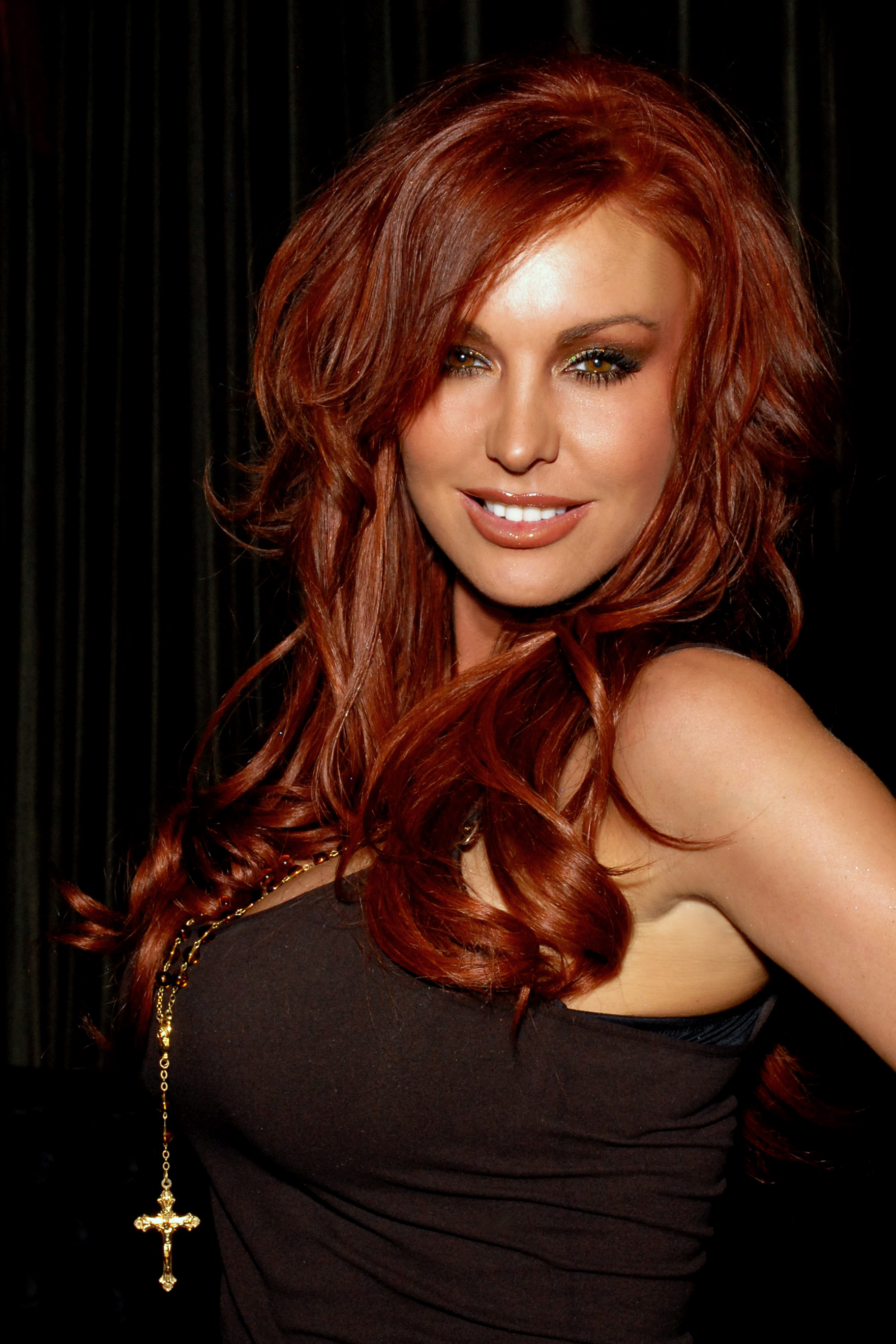
Christi Shake
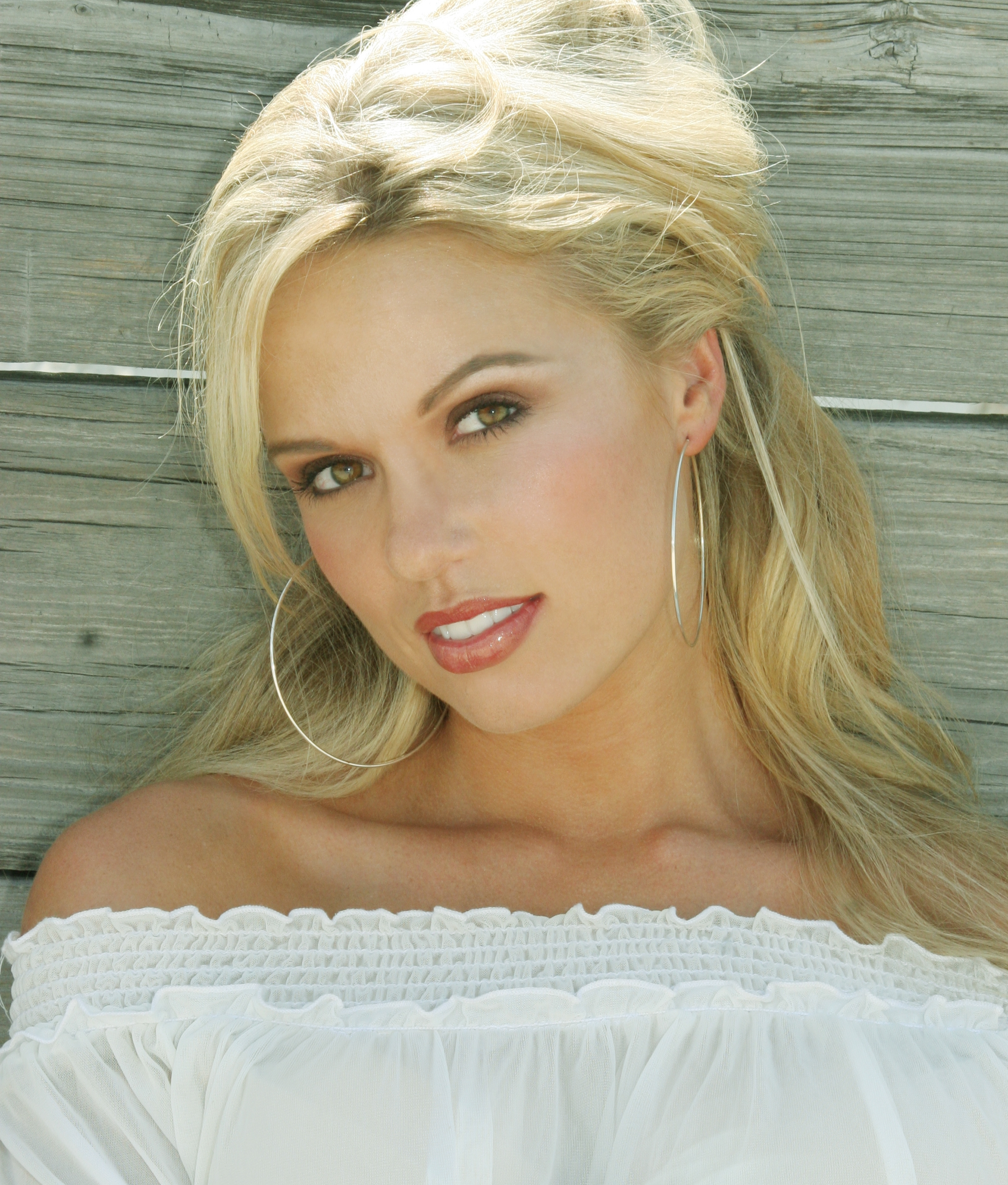
Lauren Anderson
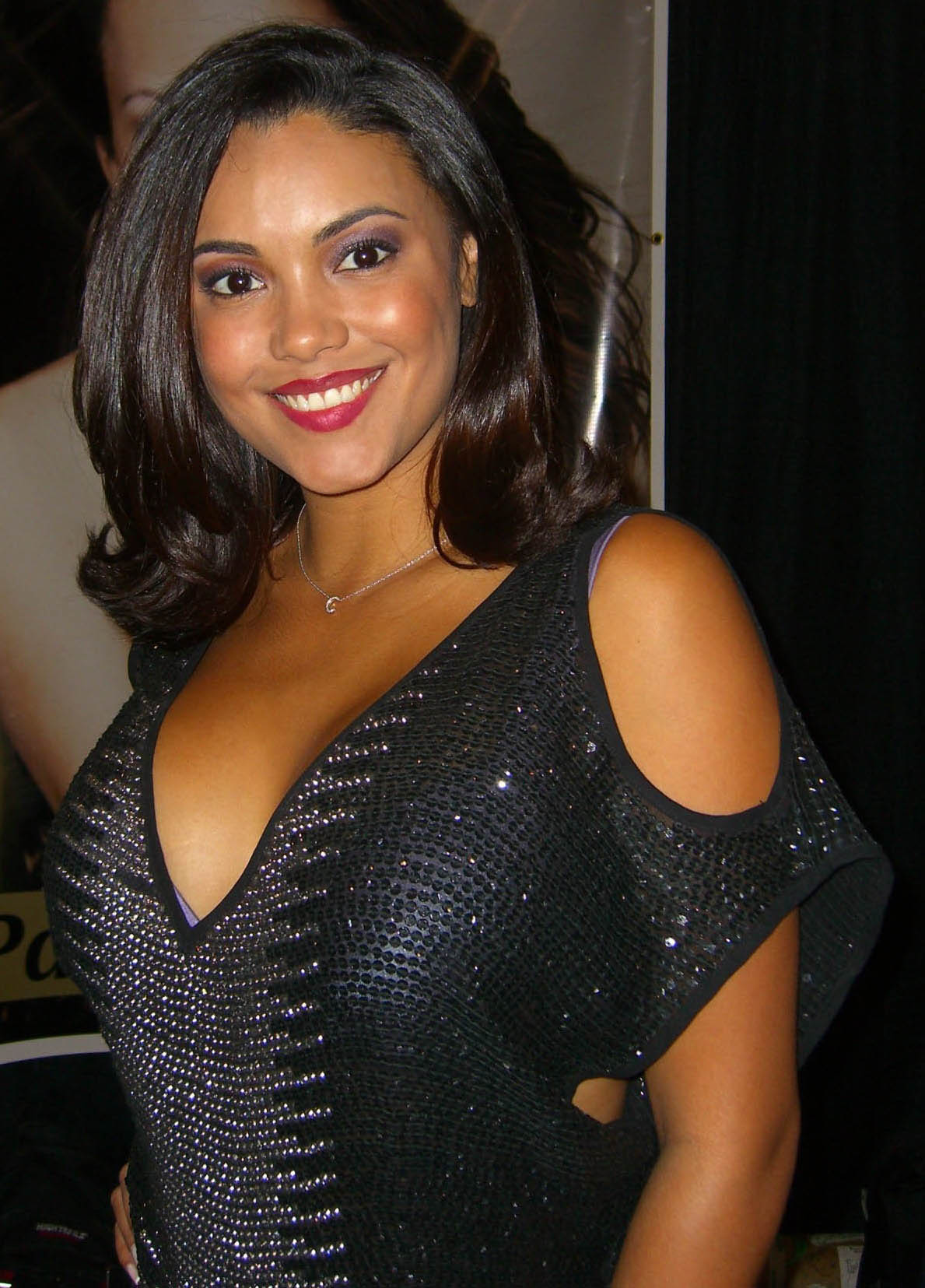
Christina Santiago
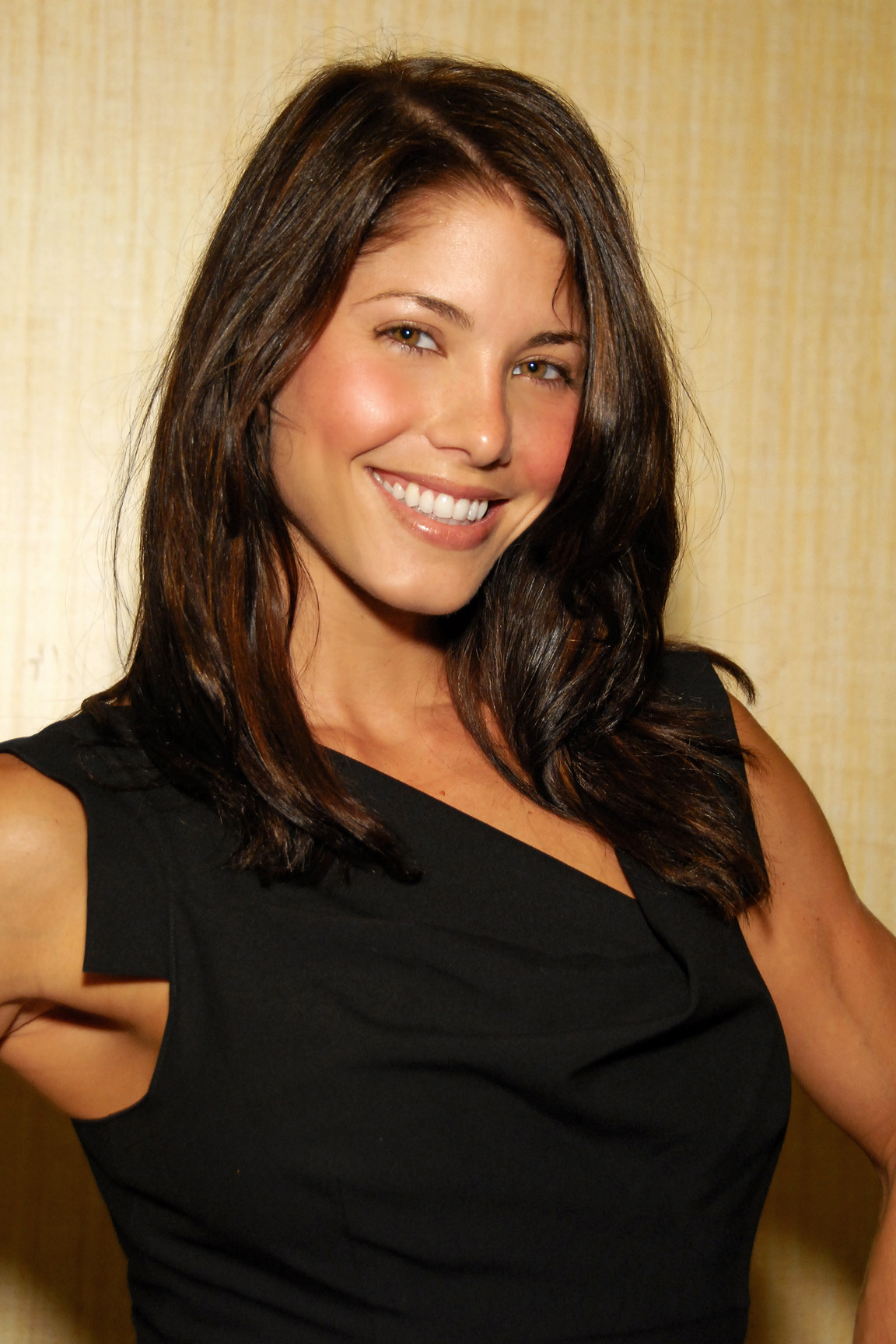
Teri Harrison

### 2003
Playmate of the Year : Christina Santiago, Miss August 2002
| Miss           | Playmate            | Née le     | Lieu de naissance                | Décès le | Photos                      | Remarques |
| -------------- | ------------------- | ---------- | -------------------------------- | -------- | --------------------------- | --------- |
| Miss January   | Rebecca Ramos       | 26/08/1967 | San Antonio, Texas               |          | Arny Freytag, Stephen Wayda |           |
| Miss February  | Charis Boyle        | 31/08/1976 | Alexandria, Virginie             |          | Stephen Wayda               |           |
| Miss March     | Pennelope Jimenez   | 26/07/1978 | San Diego, Californie            |          | Stephen Wayda               |           |
| Miss April     | Carmella DeCesare   | 01/07/1982 | Avon Lake, Ohio                  |          | Arny Freytag, Stephen Wayda | PMOY 2004 |
| Miss May       | Laurie Jo Fetter    | 09/01/1982 | Chicago, Illinois                |          | George Georgiou             |           |
| Miss June      | Tailor Jame         | 21/07/1980 | Mississauga, Ontario             |          | Arny Freytag                |           |
| Miss July      | Marketa Janska      | 24/05/1981 | Most, Tchéquie                   |          | Stephen Wayda               |           |
| Miss August    | Colleen Marie       | 28/08/1977 | Oklahoma City, Oklahoma          |          | Arny Freytag                |           |
| Miss September | Luci Victoria       | 02/02/1982 | Sheffield, Angleterre            |          | Stephen Wayda               |           |
| Miss October   | Audra Lynn          | 31/01/1980 | Albert Lea, Michigan             |          | Arny Freytag, Stephen Wayda |           |
| Miss November  | Divini Rae          | 31/07/1977 | Alaska                           |          | Arny Freytag                |           |
| Miss December  | Deisy & Sarah Teles | 16/03/1983 | Muçum, Rio Grande do Sul, Brésil |          | Stephen Wayda               |           |

Playmates de 2003
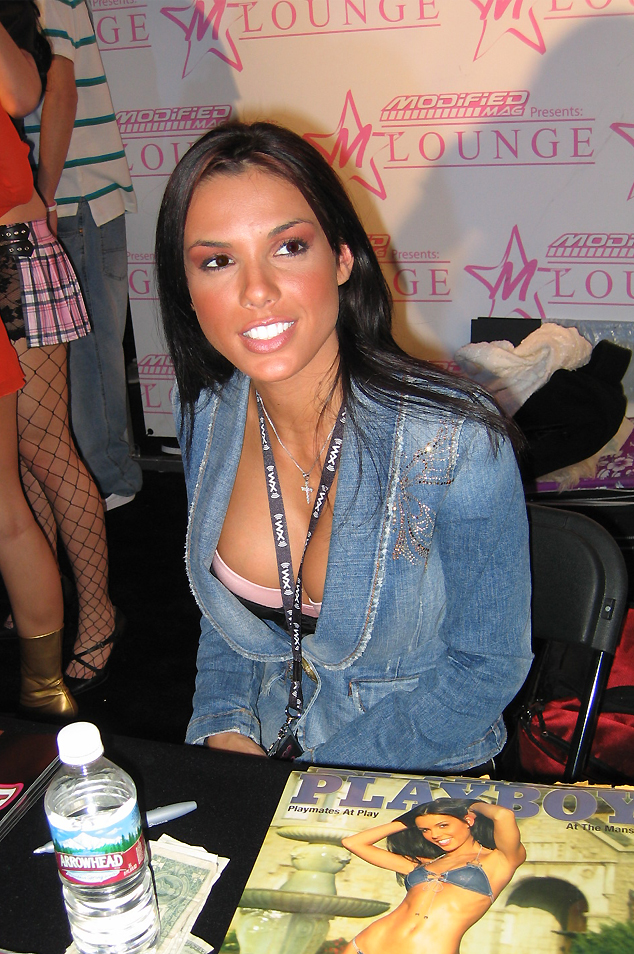
Carmella DeCesare
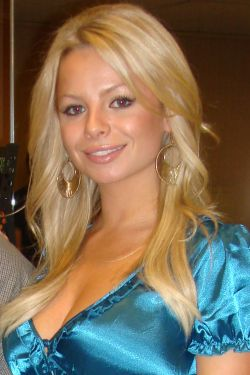
Tailor James
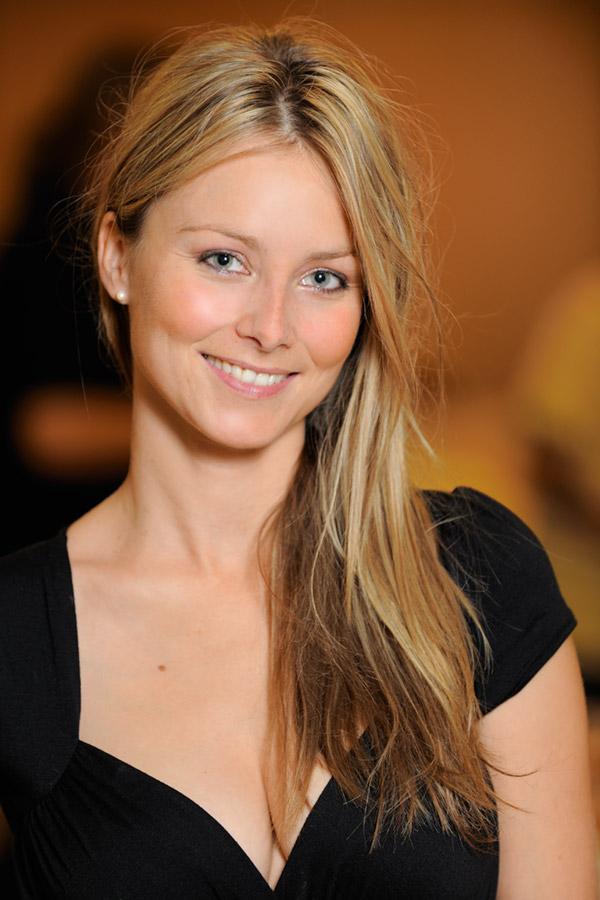
Marketa Janska
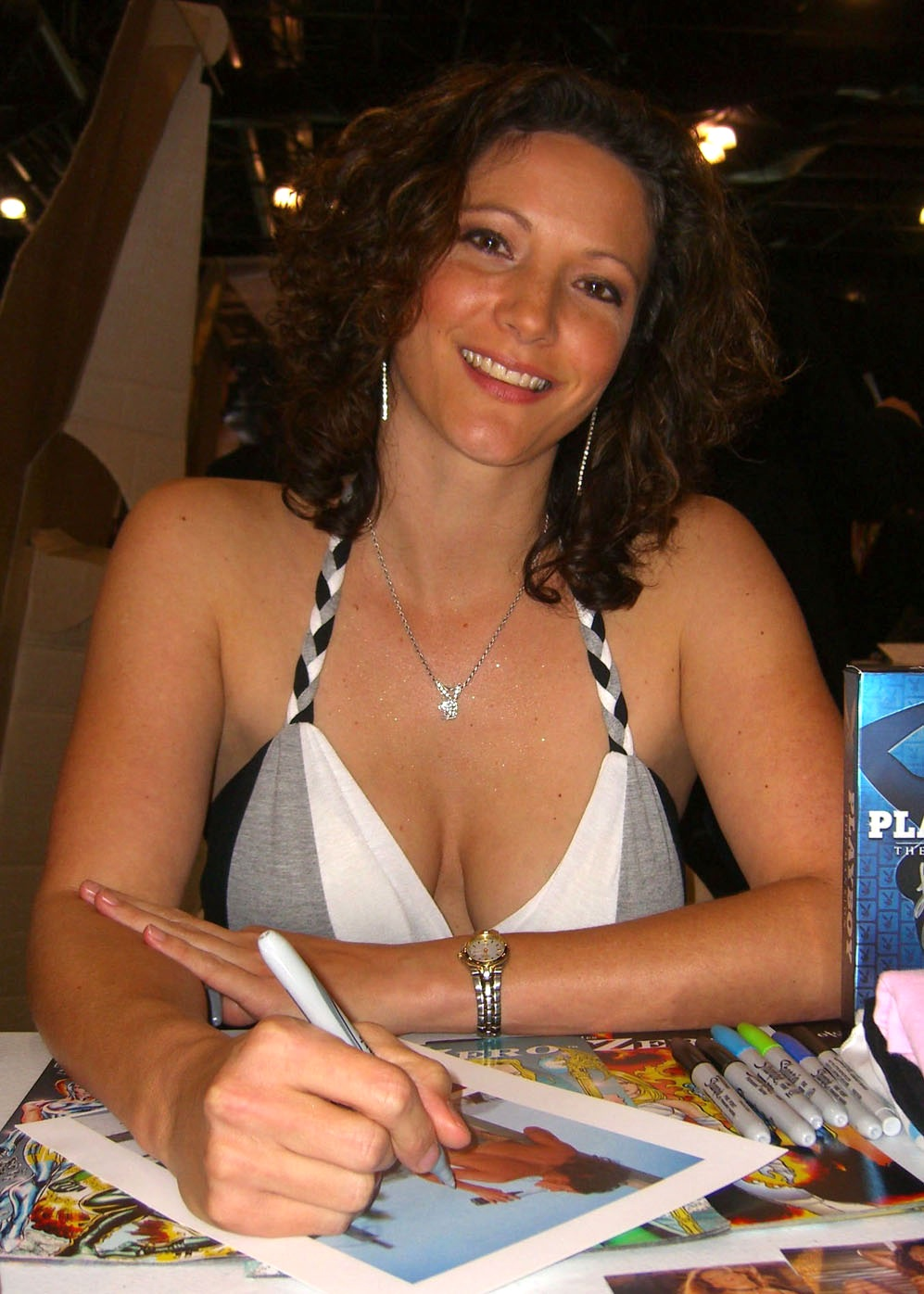
Colleen Marie
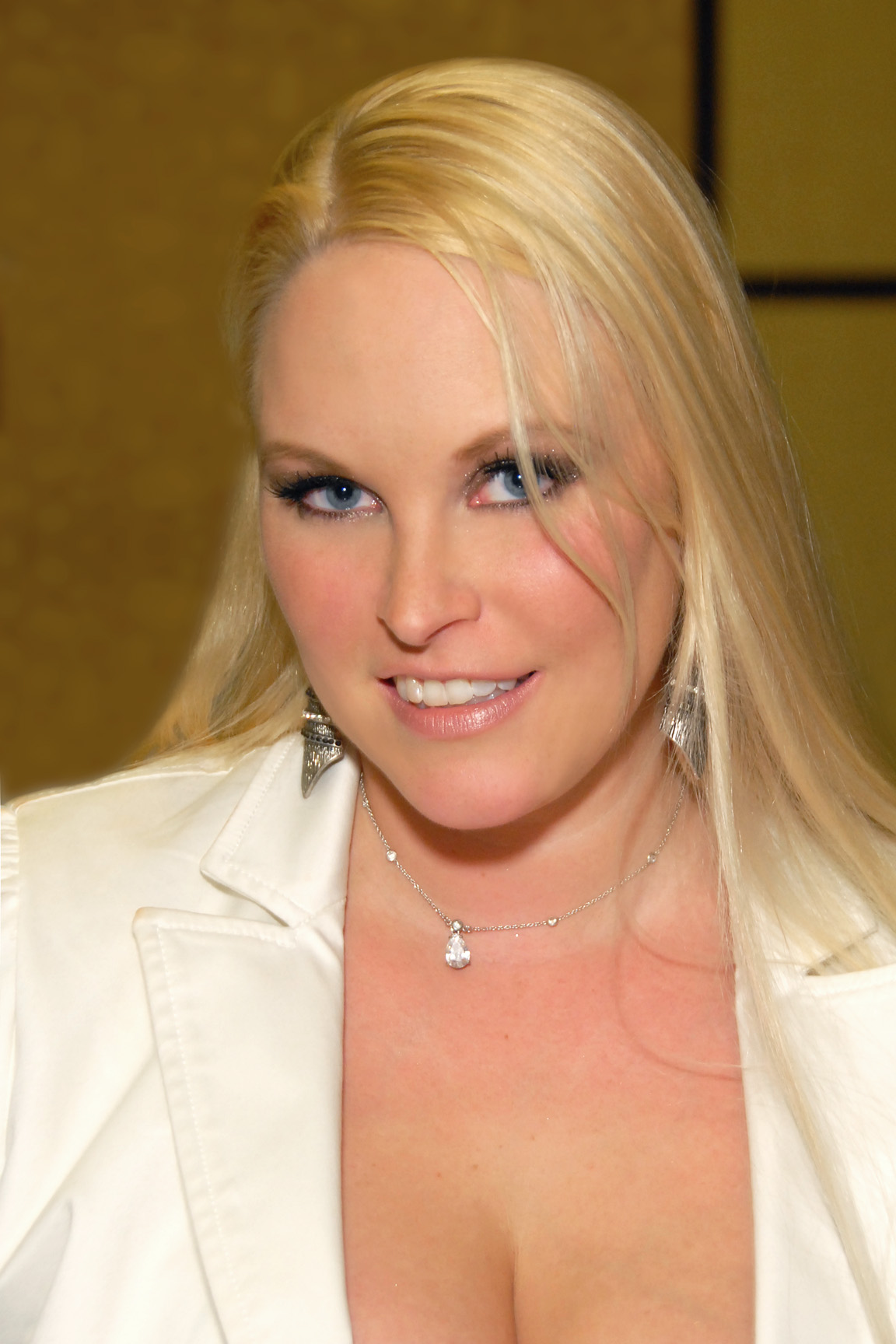
Audra Lynn

### 2004
Playmate of the Year : Carmella DeCesare, Miss April 2003"
| Miss           | Playmate          | Née le     | Lieu de naissance            | Décès le | Photos                      | Remarques |
| -------------- | ----------------- | ---------- | ---------------------------- | -------- | --------------------------- | --------- |
| Miss January   | Colleen Shannon   | 14/04/1978 | (Arkansas)                   |          | Arny Freytag, Stephen Wayda |           |
| Miss February  | Aliya Wolf        | 17/01/1975 | Stephenville, Texas          |          | Stephen Wayda               |           |
| Miss March     | Sandra Hubby      | 23/11/1978 | Norton, Ohio                 |          | Arny Freytag, Stephen Wayda |           |
| Miss April     | Krista Kelly      | 18/06/1977 | Toronto, Canada              |          | Arny Freytag, Stephen Wayda |           |
| Miss May       | Nicole Whitehead  | 05/11/1980 | Birmingham, Alabama          |          | Arny Freytag                |           |
| Miss June      | Hiromi Oshima     | 06/01/1980 | Tokyo, Japon                 |          | Stephen Wayda               |           |
| Miss July      | Stephanie Glasson | 01/12/1975 | Memphis, Tenessee            |          | Arny Freytag                |           |
| Miss August    | Pilar Lastra      | 15/01/1981 | Monterey Park, Californie    |          | Arny Freytag                |           |
| Miss September | Scarlett Keegan   | 18/05/1984 | Westlake Village, Californie |          | Stephen Wayda               |           |
| Miss October   | Kimberly Holland  | 01/08/1982 | Humble, Texaas               |          | Arny Freytag                |           |
| Miss November  | Cara Zavaleta     | 15/06/1980 | Bowling Green, Ohio          |          | Arny Freytag                |           |
| Miss December  | Tiffany Fallon    | 01/05/1974 | Fort Lauderdale, Floride     |          | Stephen Wayda               | PMOY 2004 |

Playmates de 2004
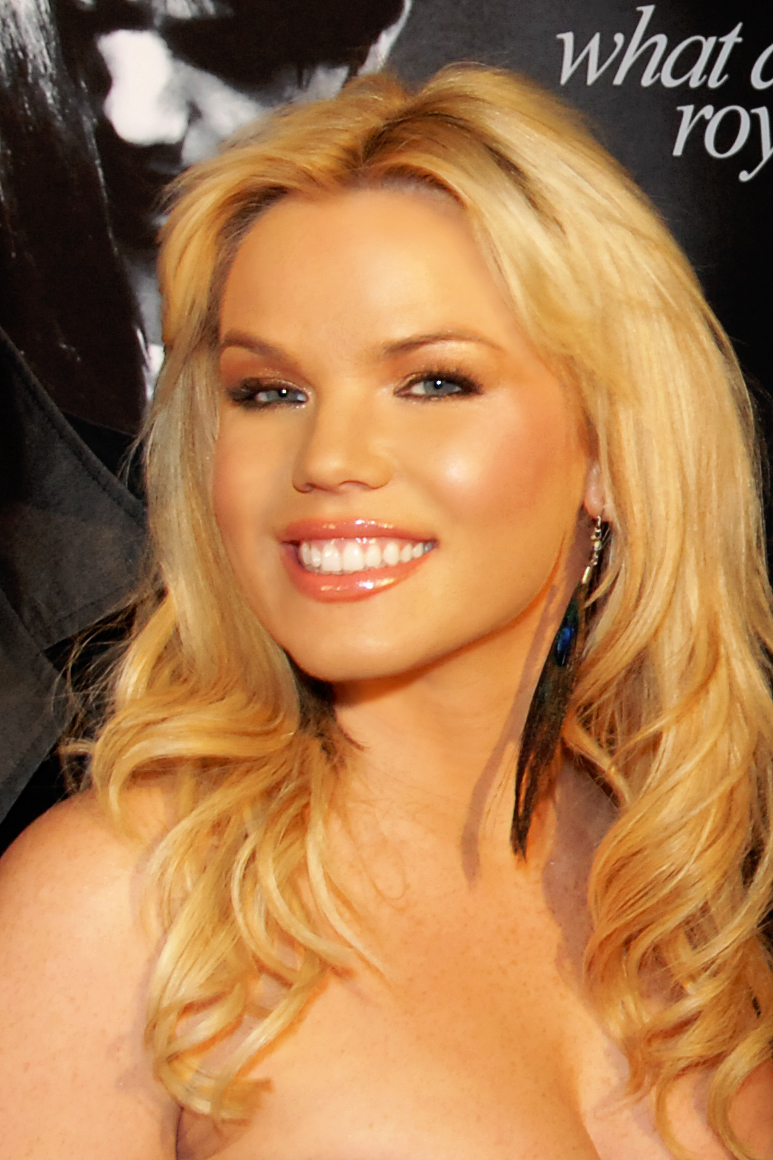
Colleen Shannon
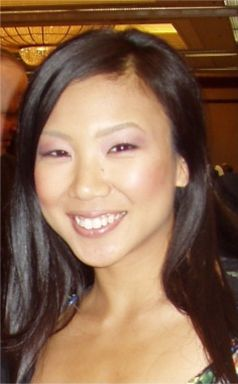
Hiromi Oshima
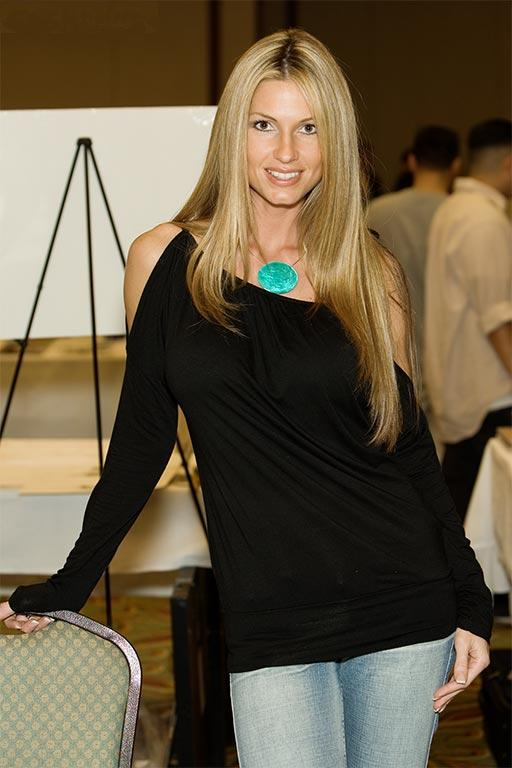
Stephanie Glasson
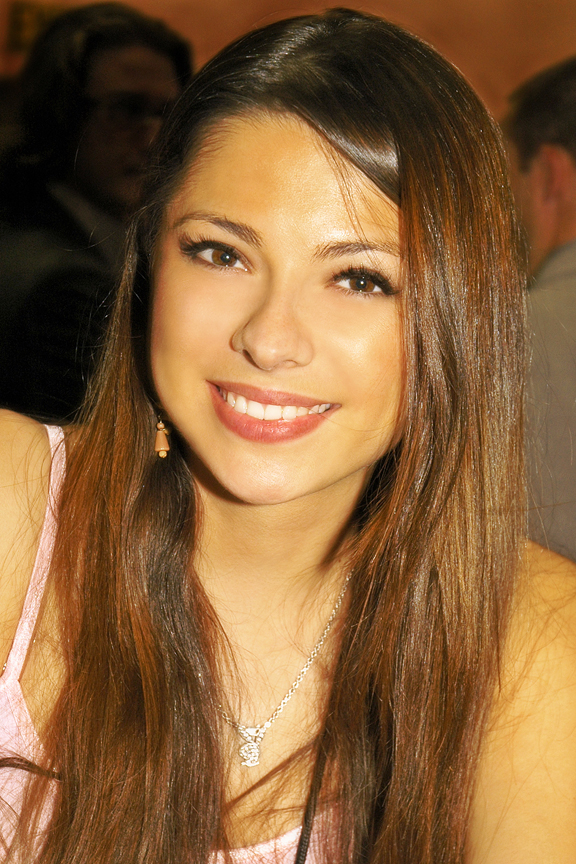
Pilar Lastra
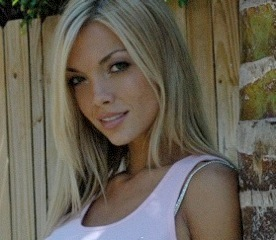
Kimberly Holland

### 2005
Playmate of the Year : Tiffany Fallon, Miss December 2004"
| Miss           | Playmate          | Née le     | Lieu de naissance       | Décès le | Photos                         | Remarques |
| -------------- | ----------------- | ---------- | ----------------------- | -------- | ------------------------------ | --------- |
| Miss January   | Destiny Davis     | 24/08/1985 | Glendora, Californie    |          | Arny Freytag, Stephen Wayda    |           |
| Miss February  | Amber Campisi     | 21/06/1981 | Dallas, Texas           |          | Arny Freytag, Stephen Wayda    |           |
| Miss March     | Jillian Grace     | 20/12/1985 | Berryville, Arkansas    |          | Arny Freytag                   |           |
| Miss April     | Courtney Culkin   | 23/02/1983 | Long Island, New York   |          | Arny Freytag                   |           |
| Miss May       | Jamie Westenhiser | 02/11/1981 | Hollywood, Floride      |          | Arny Freytag, Stephen Wayda    |           |
| Miss June      | Kara Monaco       | 26/02/1983 | Lakeland, Floride       |          | Jarmo Pohjaniemi, Arny Freytag | PMOY 2006 |
| Miss July      | Qiana Chase       | 12/02/1981 | Los Angeles, Californie |          | Arny Freytag, Stephen Wayda    |           |
| Miss August    | Tamara Witmer     | 21/03/1984 | Valencia, Californie    |          | Arny Freytag, Stephen Wayda    |           |
| Miss September | Vanessa Hoelsher  | 19/01/1982 | Atlanta, Géordie        |          | Stephen Wayda                  |           |
| Miss October   | Amanda Paige      | 28/10/1984 | (Caroline du Nord)      |          | Arny Freytag                   |           |
| Miss November  | Raquel Gibson     | 14/06/1985 | Clearwater, Floride     |          | Arny Freytag                   |           |
| Miss December  | Christine Smith   | 06/04/1979 | San Dimas, Californie   |          | Arny Freytag, Stephen Wayda    |           |

Playmates de 2005
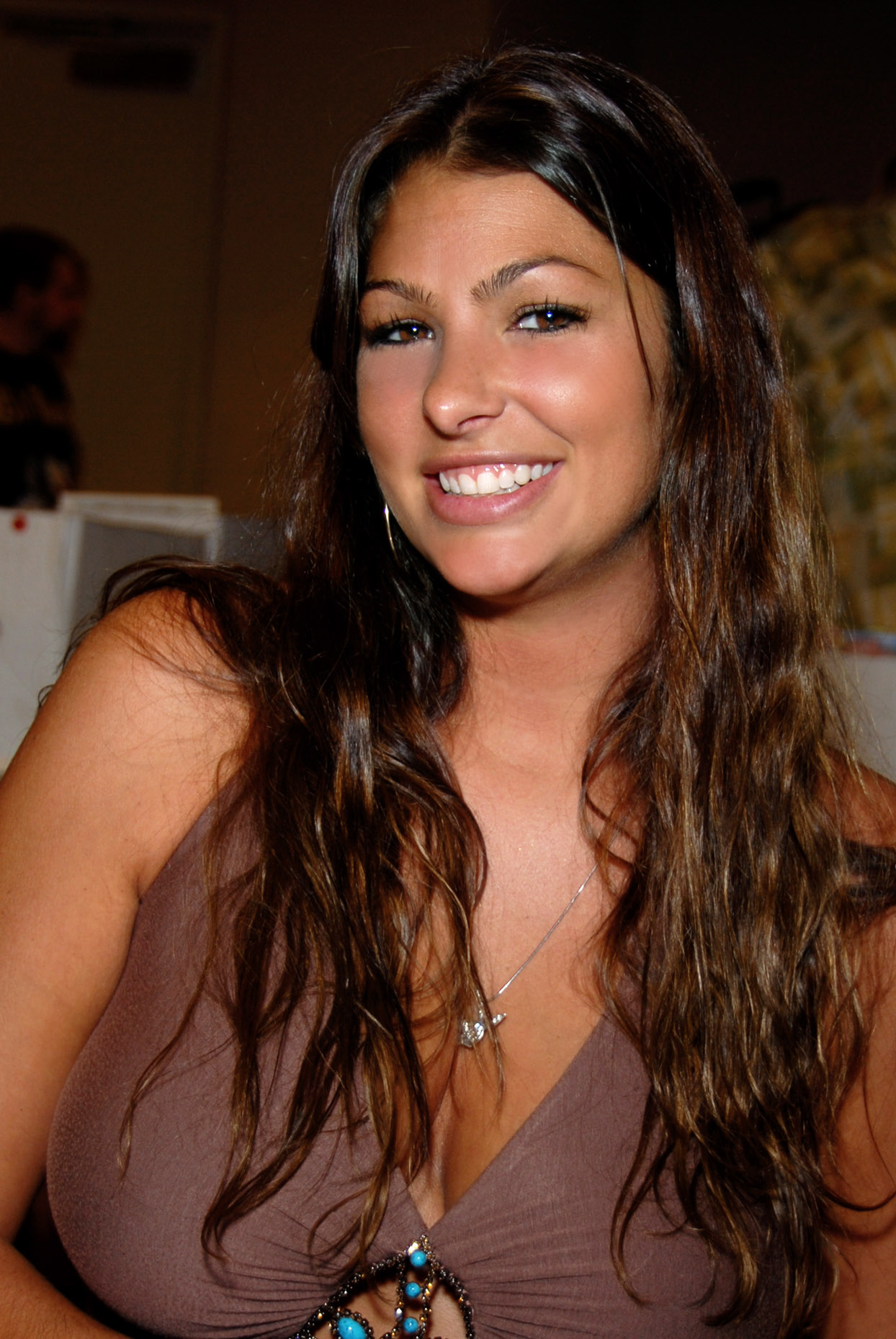
Amber Campisi
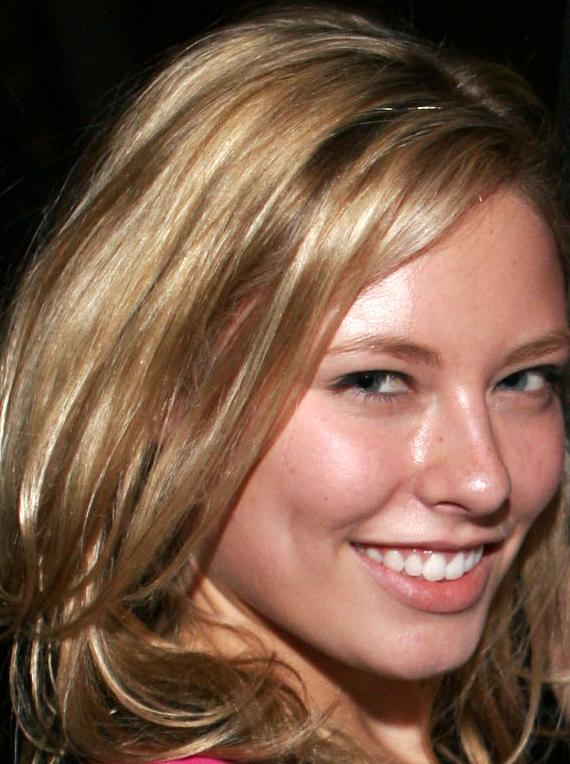
Jillian Grace
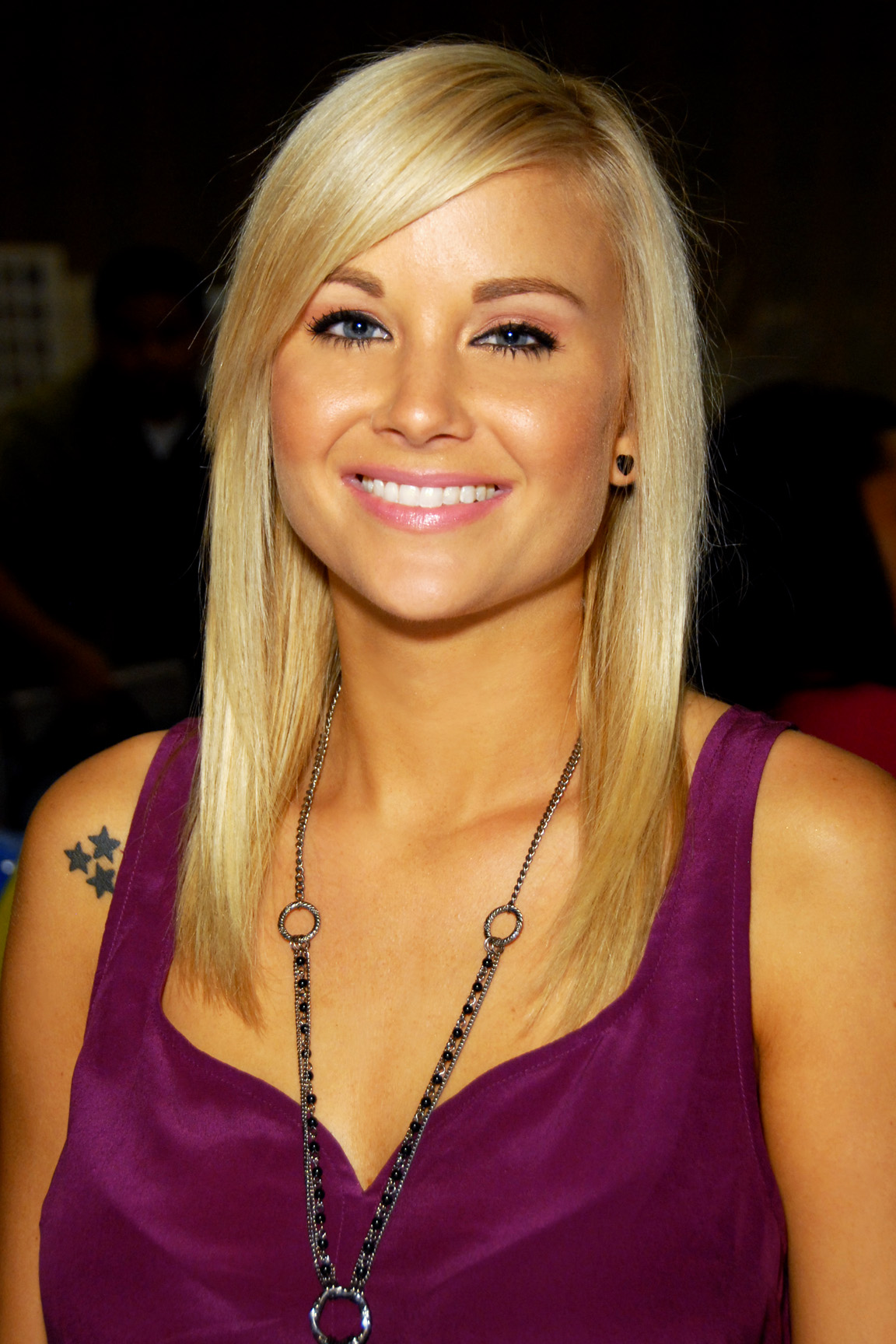
Kara Monaco
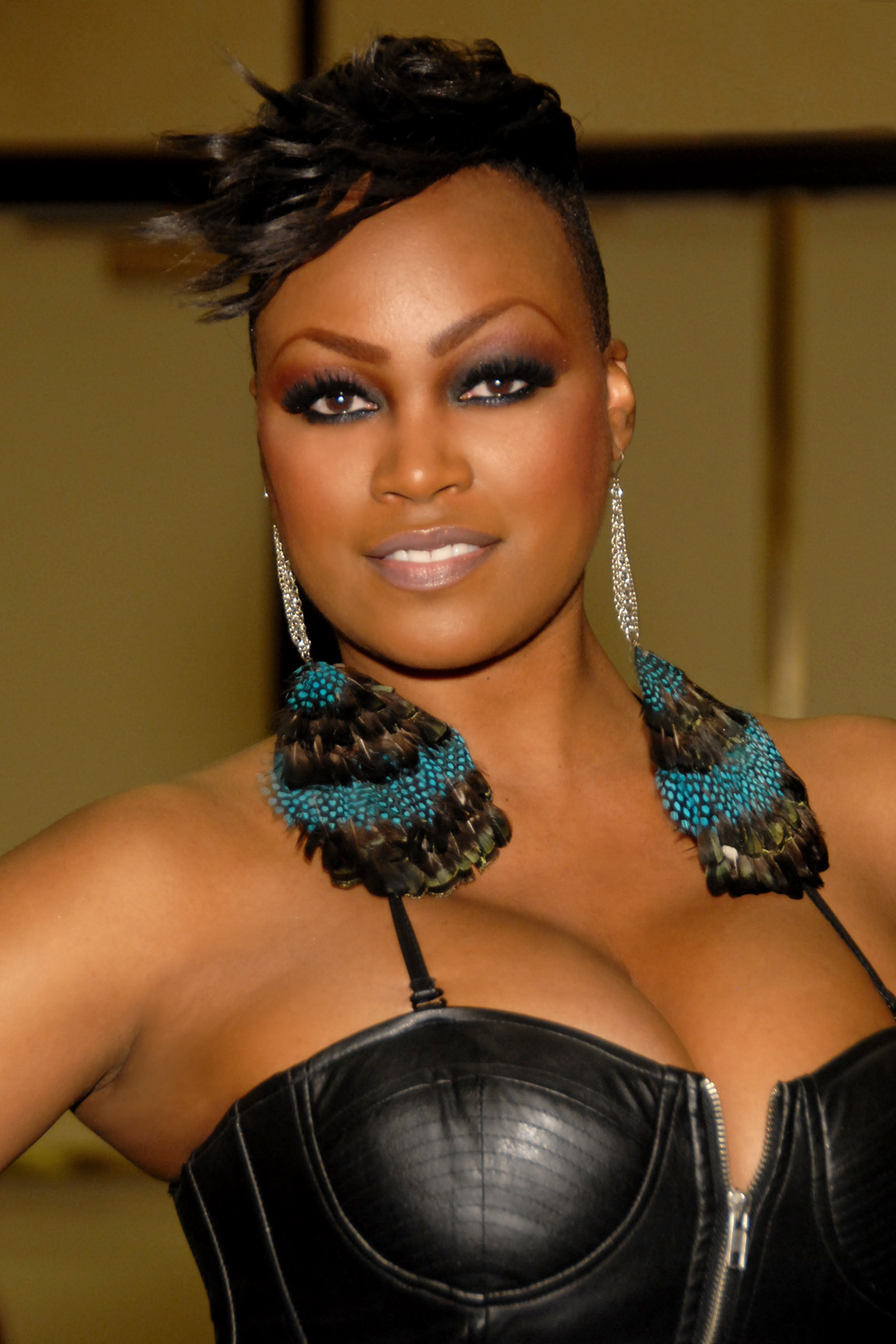
Qiana Chase

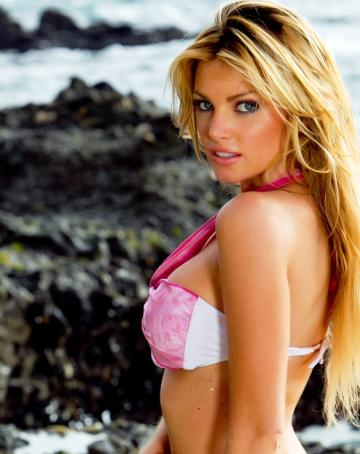
Tamara Witmer
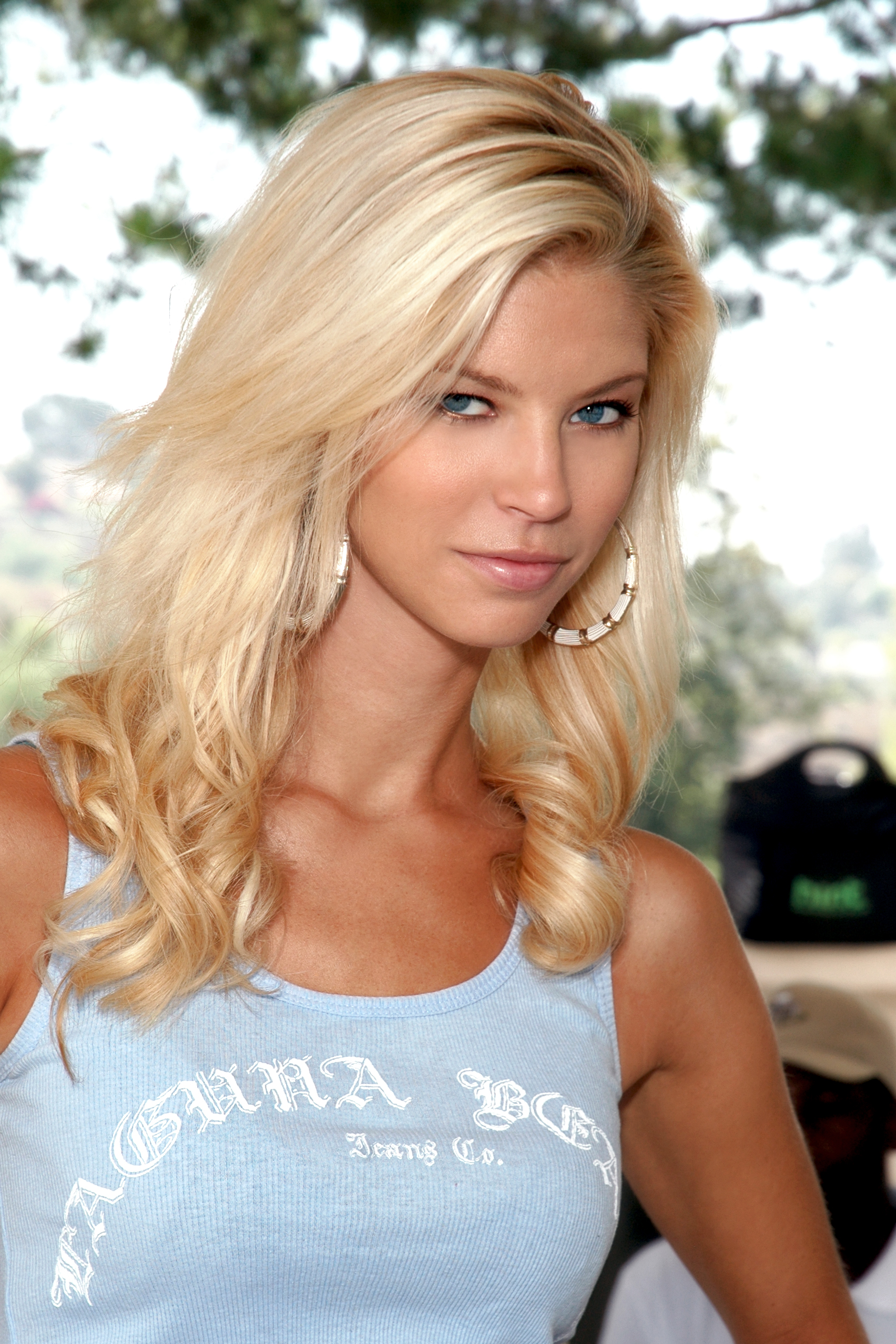
Amanda Paige
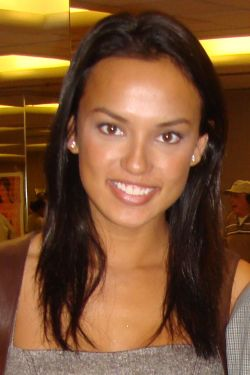
Racquel Gibson
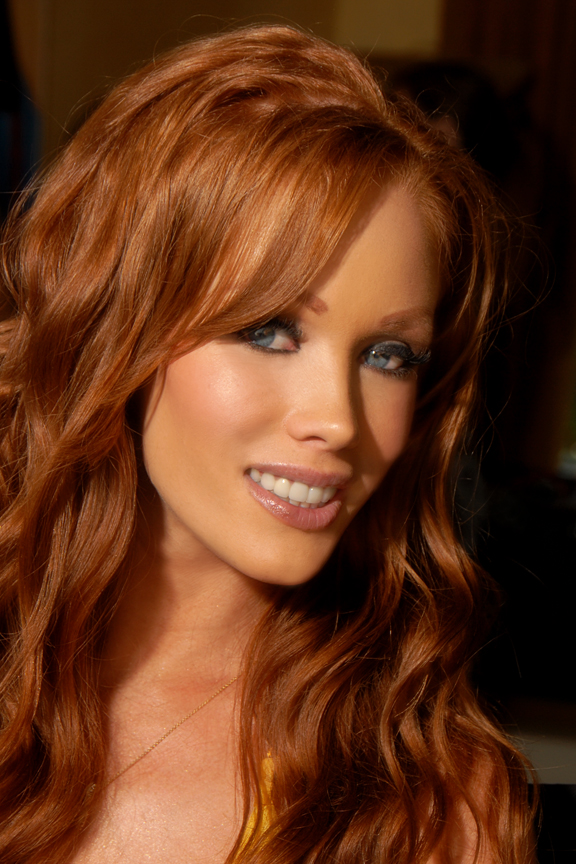
Christine Smith

### 2006
Playmate of the Year : Kara Monaco, Miss June 2005"
| Miss           | Playmate            | Née le     | Lieu de naissance           | Décès le   | Photos                         | Remarques |
| -------------- | ------------------- | ---------- | --------------------------- | ---------- | ------------------------------ | --------- |
| Miss January   | Athena Lundberg     | 12/04/1986 | Mountain View, Californie   |            | Stephen Wayda                  |           |
| Miss February  | Cassandra Lynn      | 15/08/1979 | Price, Utah                 | 15/01/2014 | Arny Freytag                   |           |
| Miss March     | Monica Leigh        | 19/12/1981 | Long Island, New York       |            | Arny Freytag                   |           |
| Miss April     | Holley Ann Dorrough | 12/08/1986 | Gadsden, Alabama            |            | Arny Freytag, Jarmo Pohjaniemi |           |
| Miss May       | Alison Waite        | 10/11/1981 | Los Altos, Californie       |            | Arny Freytag, Stephen Wayda    |           |
| Miss June      | Stephanie Larimore  | 21/04/1981 | Fort Wayne, Indiana         |            | Stephen Wayda                  |           |
| Miss July      | Sara Jean Underwood | 16/03/1984 | Portland, Oregon            |            | Arny Freytag, Stephen Wayda    | PMOY 2007 |
| Miss August    | Nicole Voss         | 19/09/1982 | Ocala, Floride              |            | Arny Freytag, Stephen Wayda    |           |
| Miss September | Janine Habeck       | 03/06/1983 | Berlin, Allemagne           |            | Arny Freytag, Stephen Wayda    |           |
| Miss October   | Jordan Monroe       | 14/04/1986 | Denison, Iowa               |            | Arny Freytag, Stephen Wayda    |           |
| Miss November  | Sarah Elizabeth     | 09/08/1983 | Glendale, Arizona           |            | Stephen Wayda                  |           |
| Miss December  | Kia Drayton         | 11/04/1983 | Goldsboro, Caroline du Nord |            | Stephen Wayda                  |           |

Playmates de 2006
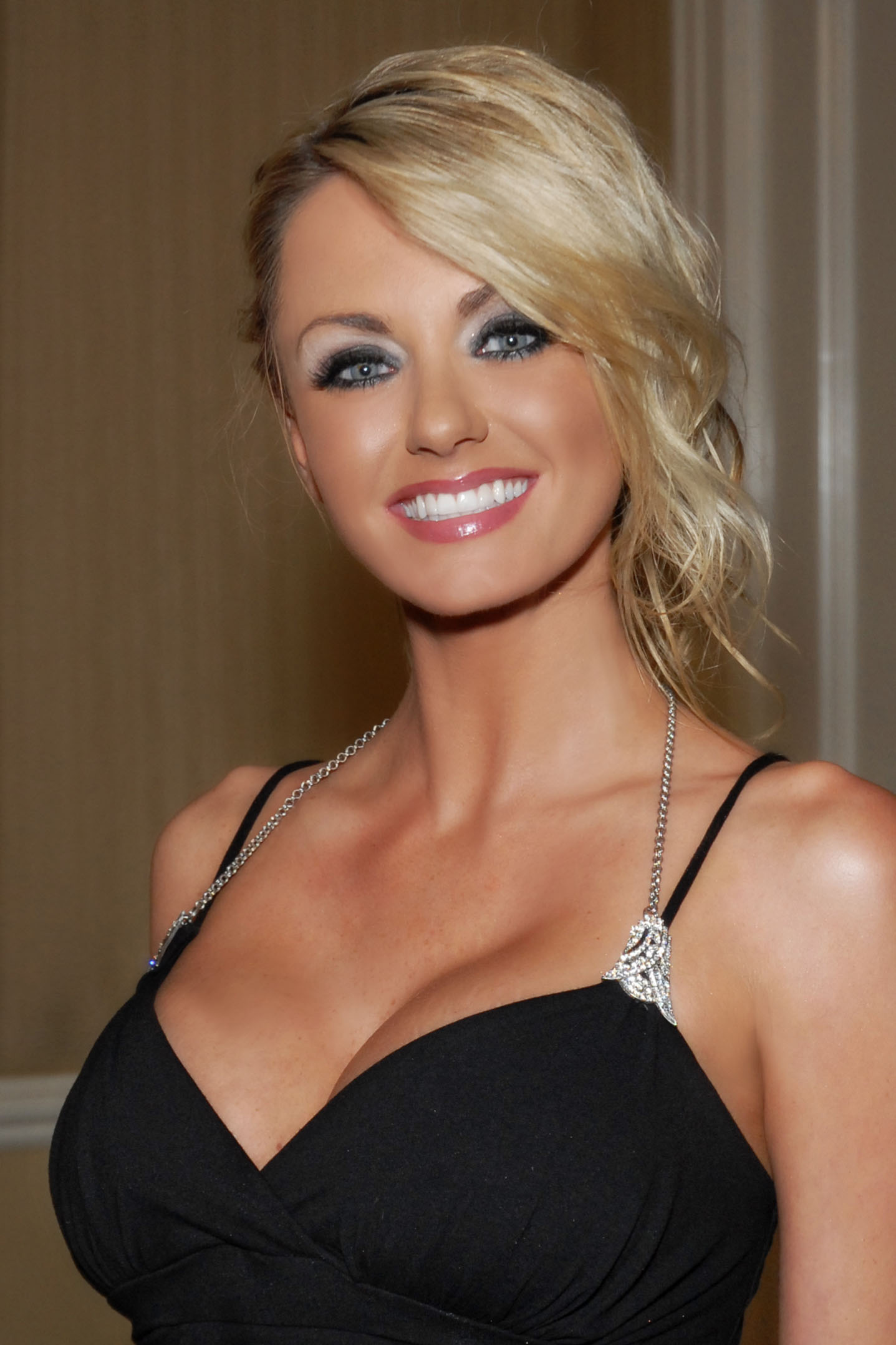
Cassandra Lynn
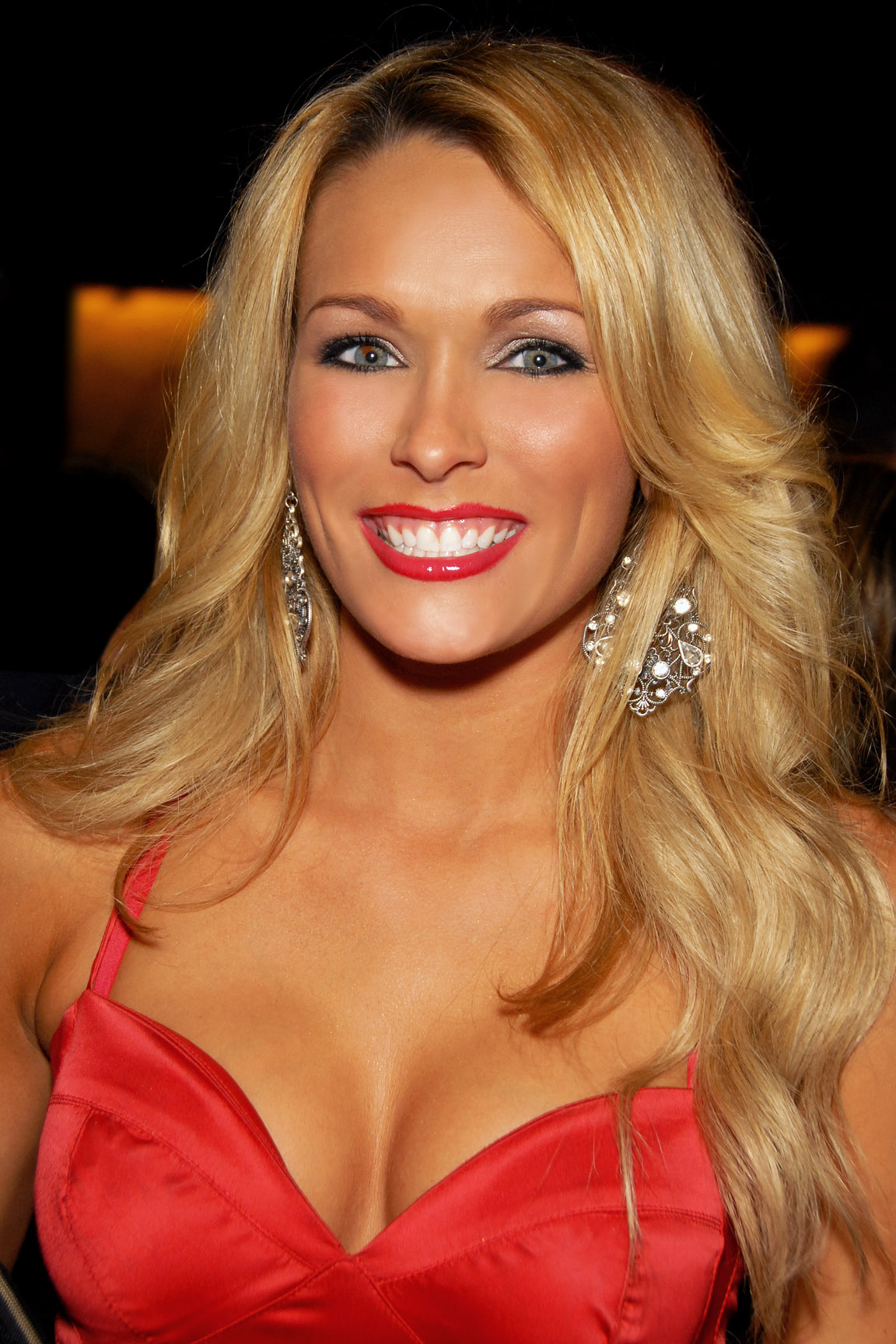
Holley Ann Dorrough
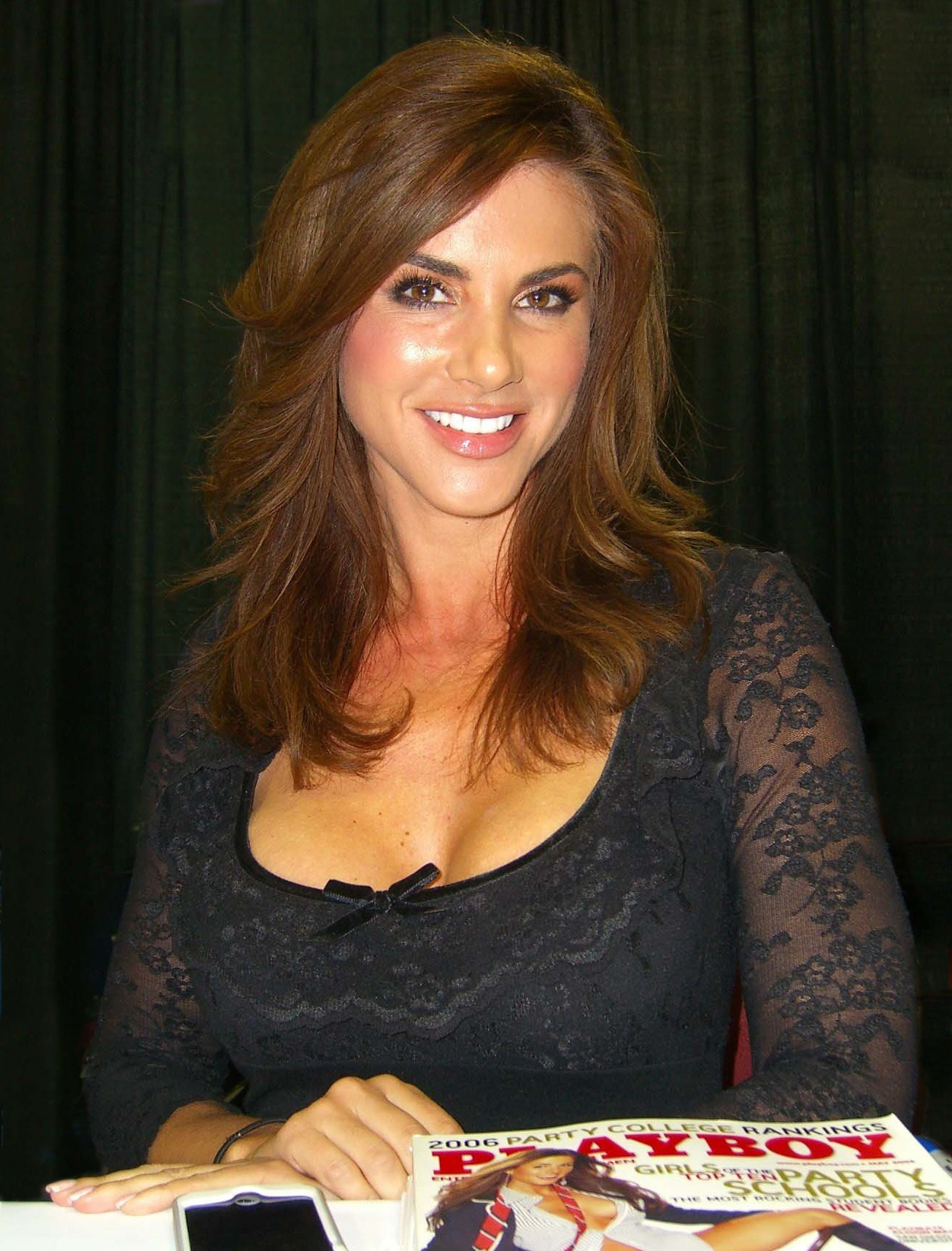
Alison Waite
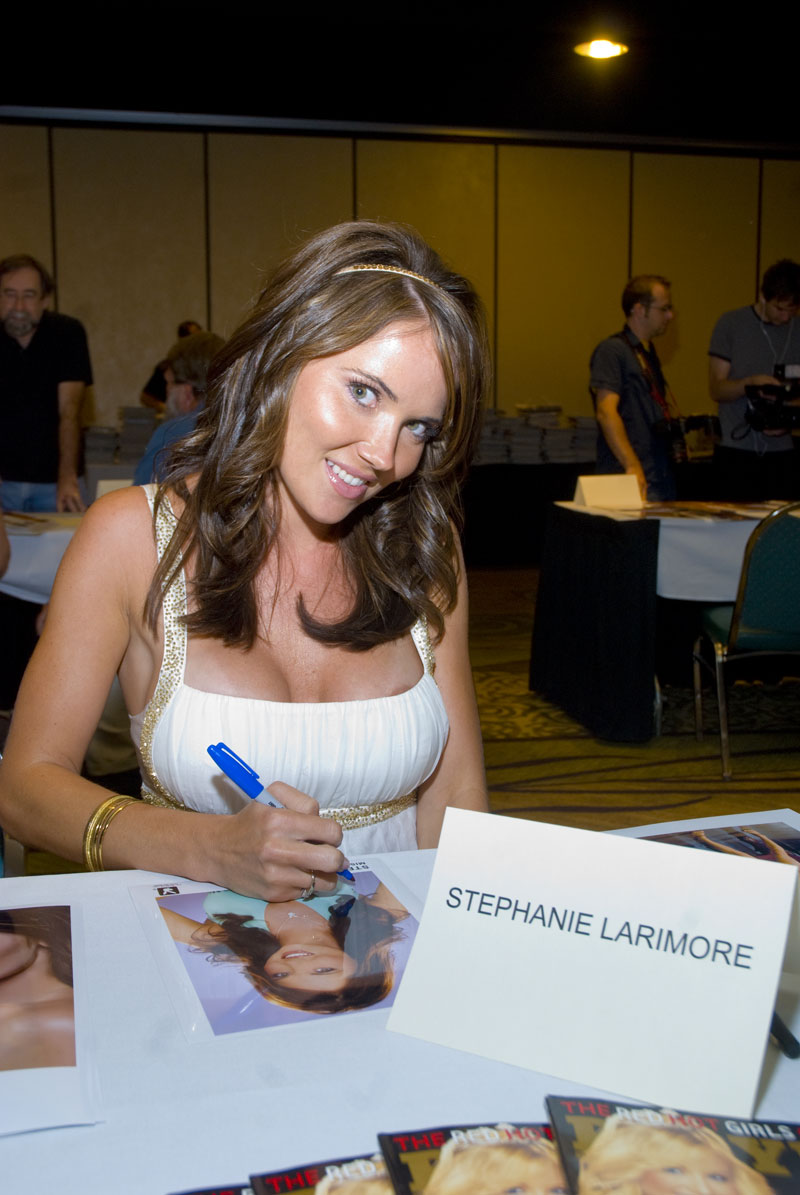
Stephanie Larimore
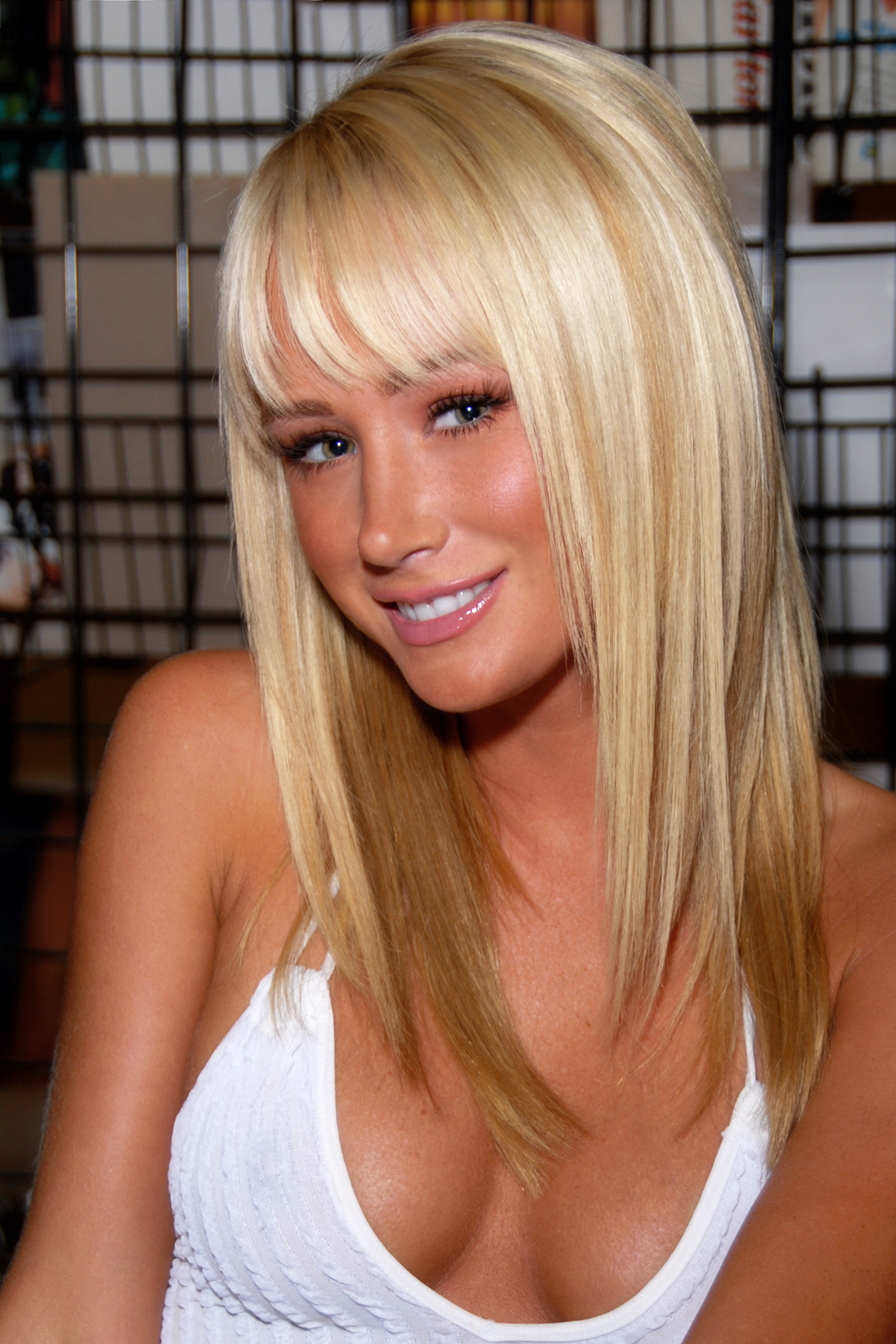
Sara Jean Underwood
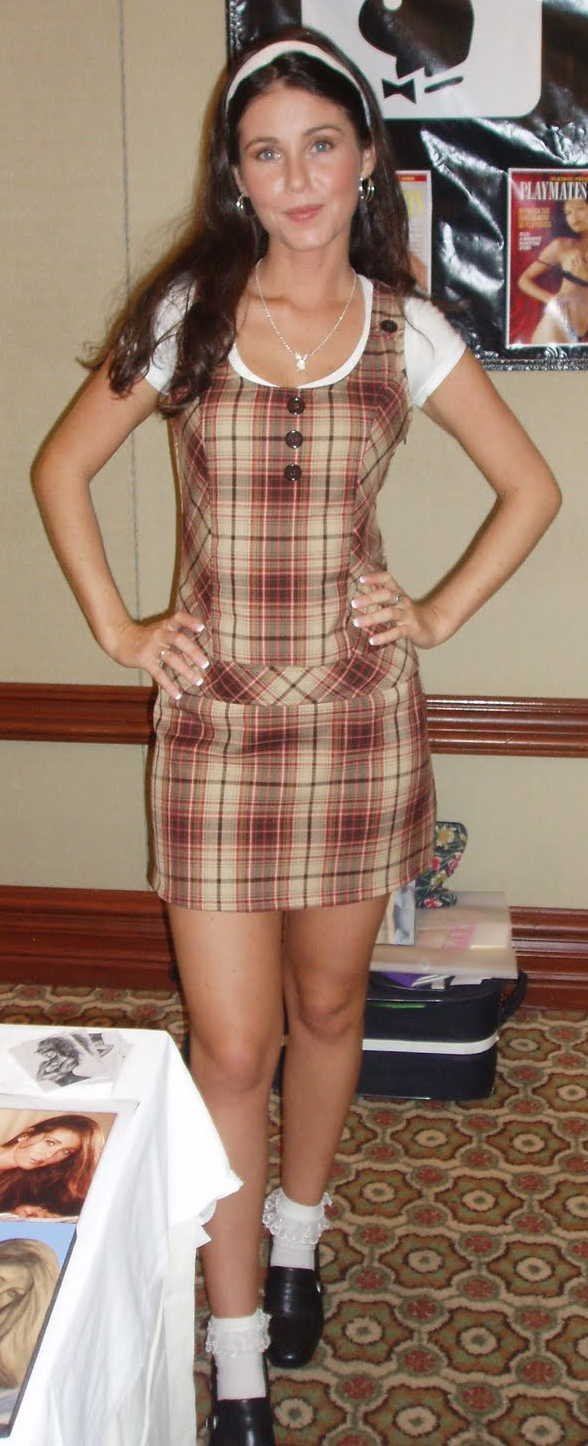
Nicole Voss

### 2007
Playmate of the Year : Sara Jean Underwood, Miss July 2006"
| Miss           | Playmate           | Née le     | Lieu de naissance           | Décès le | Photos                      | Remarques |
| -------------- | ------------------ | ---------- | --------------------------- | -------- | --------------------------- | --------- |
| Miss January   | Jayde Nicole       | 19/02/1986 | Scarborough, Ontario        |          | Arny Freytag                | PMOY 2008 |
| Miss February  | Heather Rene Smith | 08/01/1987 | Salinas, Californie         |          | Arny Freytag                |           |
| Miss March     | Tyran Richard      | 01/10/1982 | Zachary, Louisiane          |          | Stephen Wayda               |           |
| Miss April     | Giuliana Marino    | 13/05/1986 | Nuremberg, Allemagne        |          | Stephen Wayda               |           |
| Miss May       | Shannon James      | 05/02/1987 | Holland, Pennsylvanie       |          | Arny Freytag                |           |
| Miss June      | Brittany Binger    | 24/03/1987 | Bellevue, Ohio              |          | Stephen Wayda               |           |
| Miss July      | Tiffany Selby      | 14/11/1981 | Jacksonville, Floride       |          | Arny Freytag, Stephen Wayda |           |
| Miss August    | Tamara Sky         | 20/02/1985 | Porto Rico                  |          | Stephen Wayda               |           |
| Miss September | Patrice Hollis     | 01/09/1981 | Las Vegas, Nevada           |          | Stephen Wayda               |           |
| Miss October   | Spencer Scott      | 04/04/1989 | Saint Petersburg, Floride   |          | Arny Freytag,               |           |
| Miss November  | Lindsay Wagner     | 14/03/1988 | Omaha, Nebraska             |          | Stephen Wayda               |           |
| Miss December  | Sasckya Porto      | 31/10/1984 | Timbauba Pernambuco, Brésil |          | Arny Freytag                |           |

Playmates de 2007
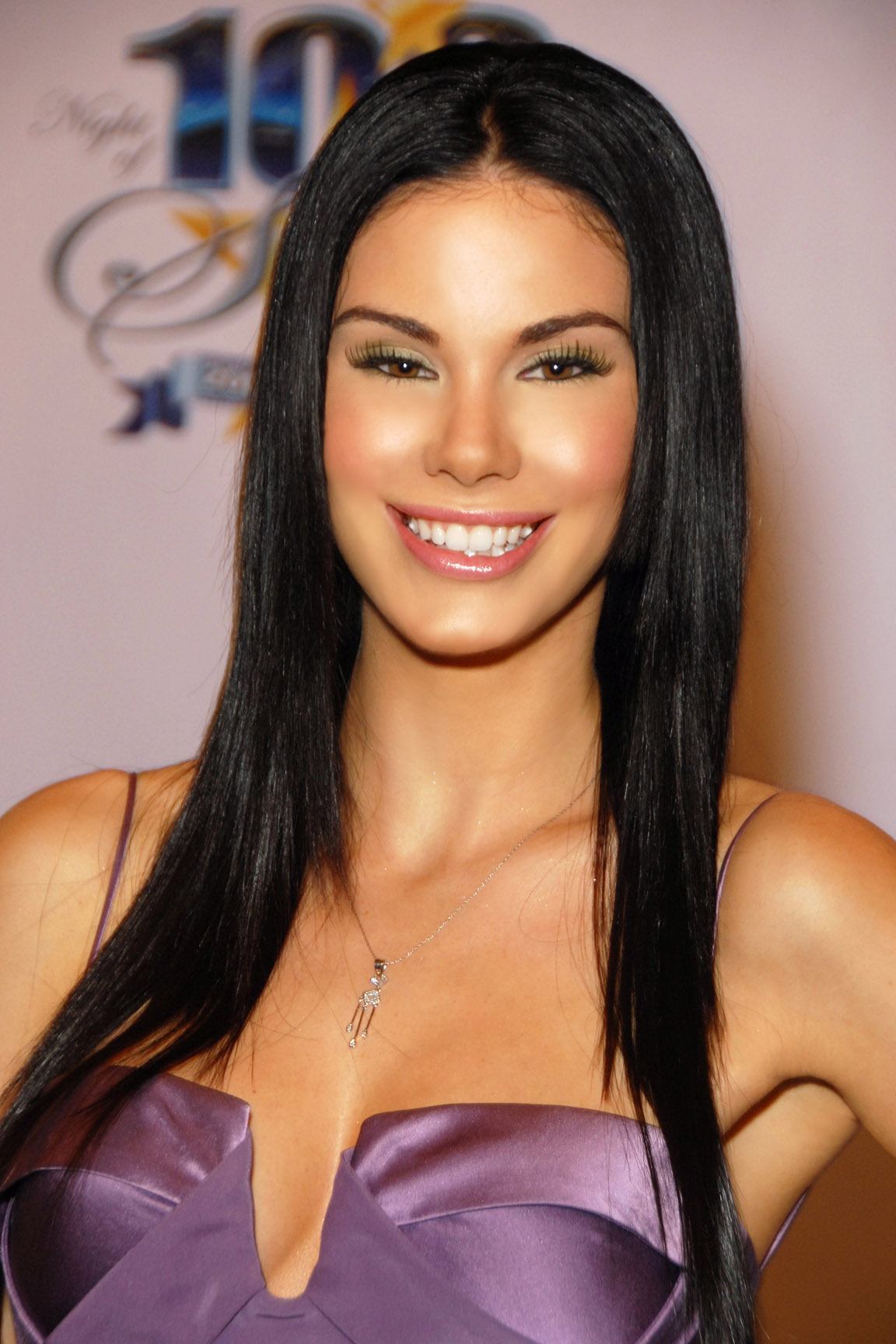
Jayde Nicole
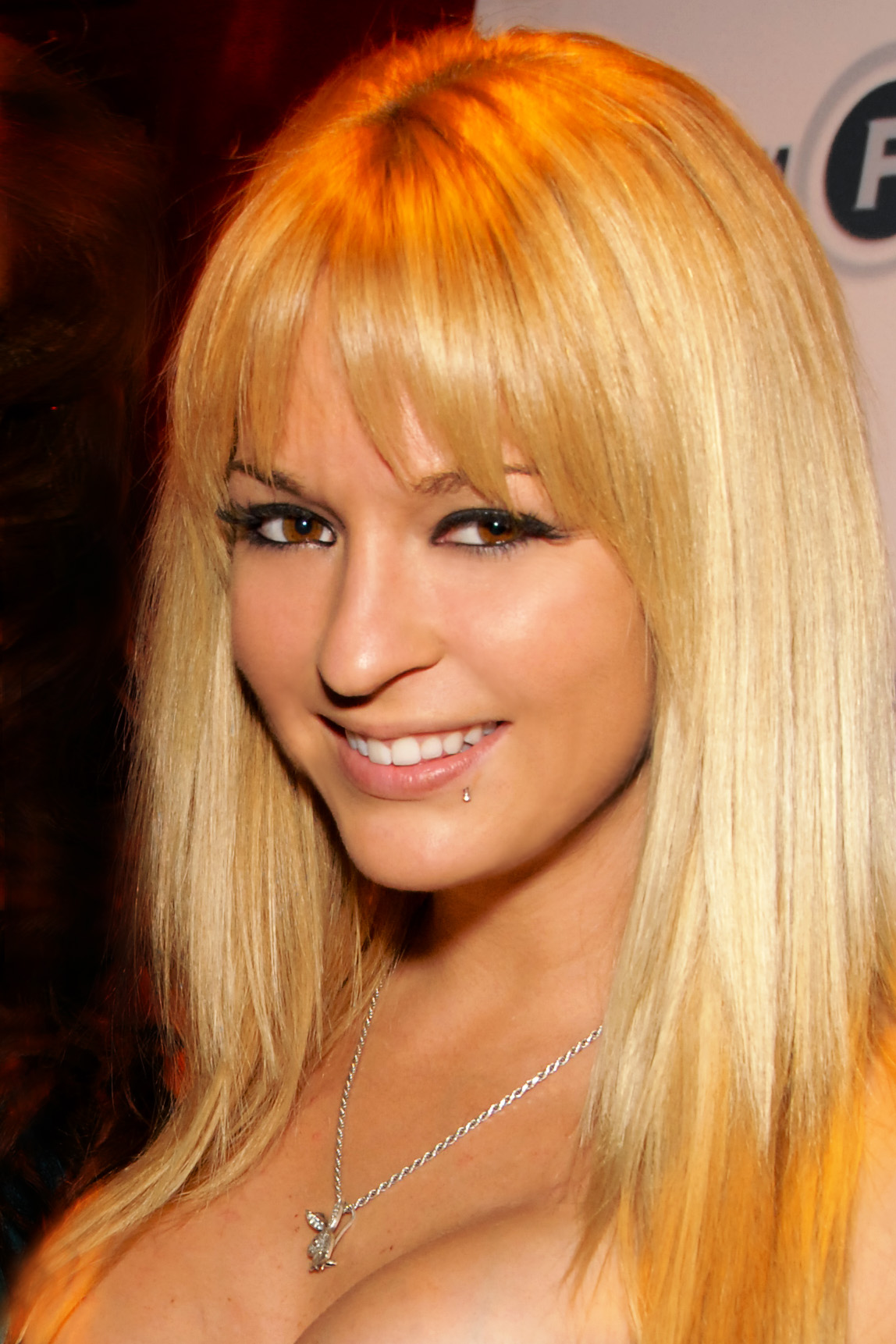
Heather Rene Smith
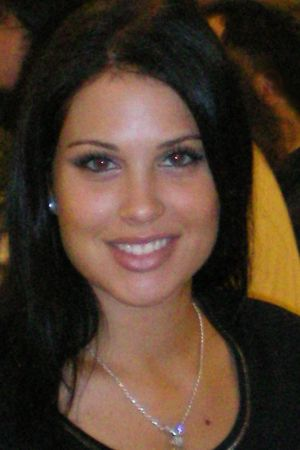
Giuliana Marino
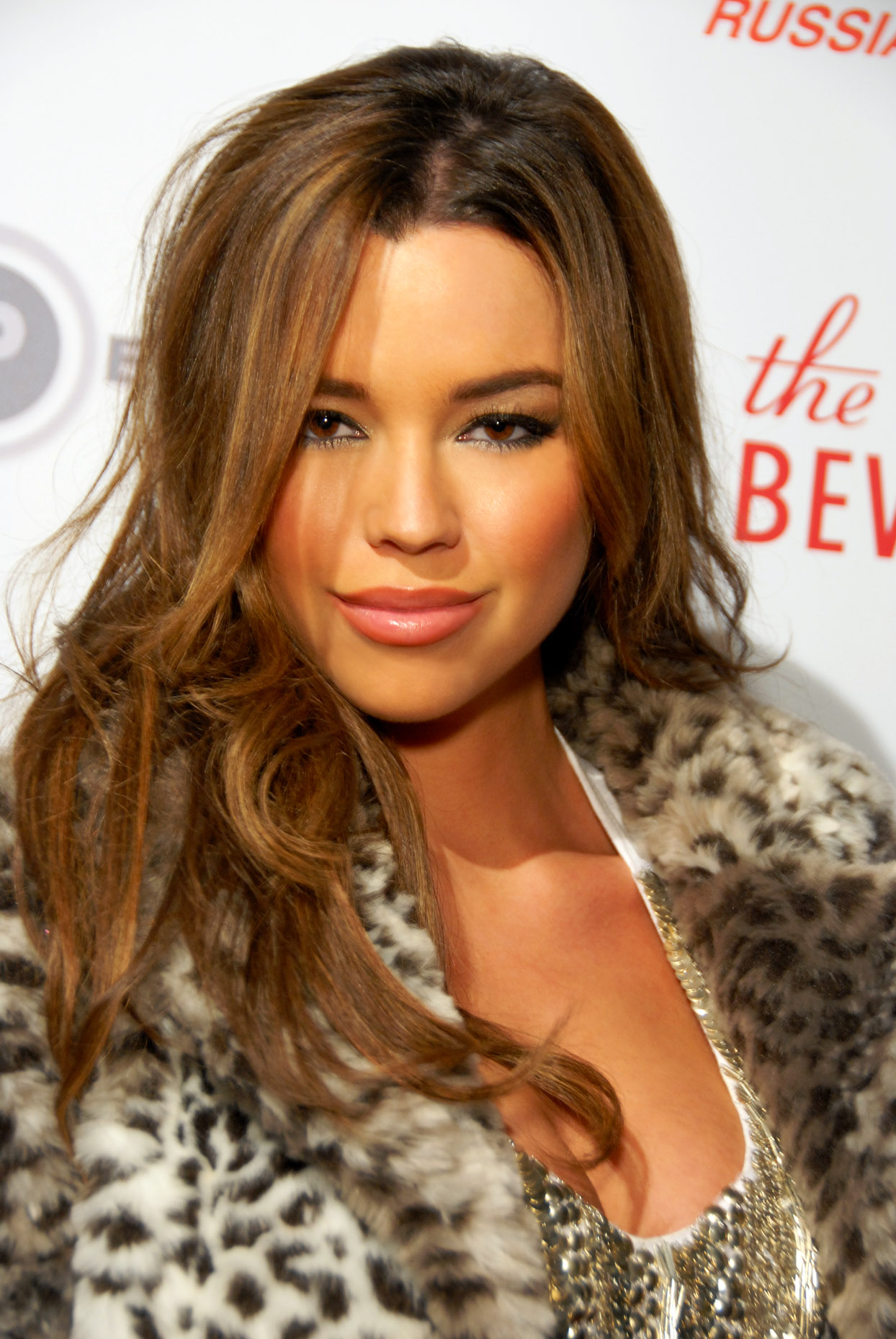
Brittany Binger
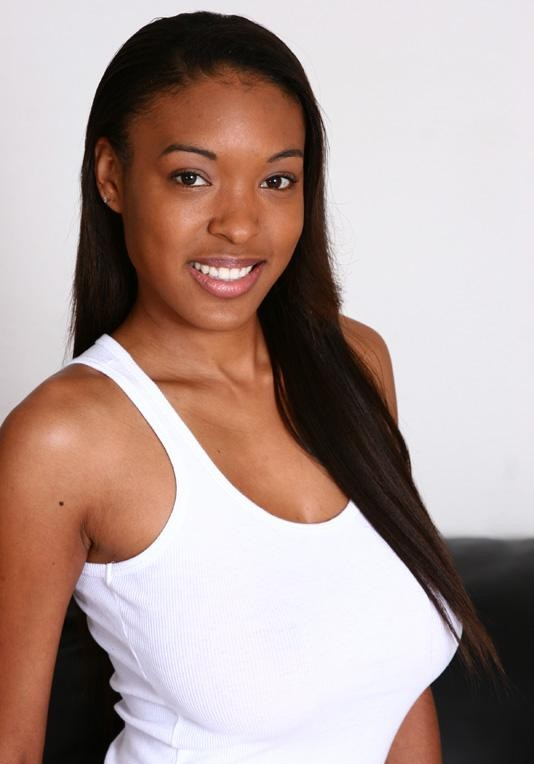
Patrice Hollis
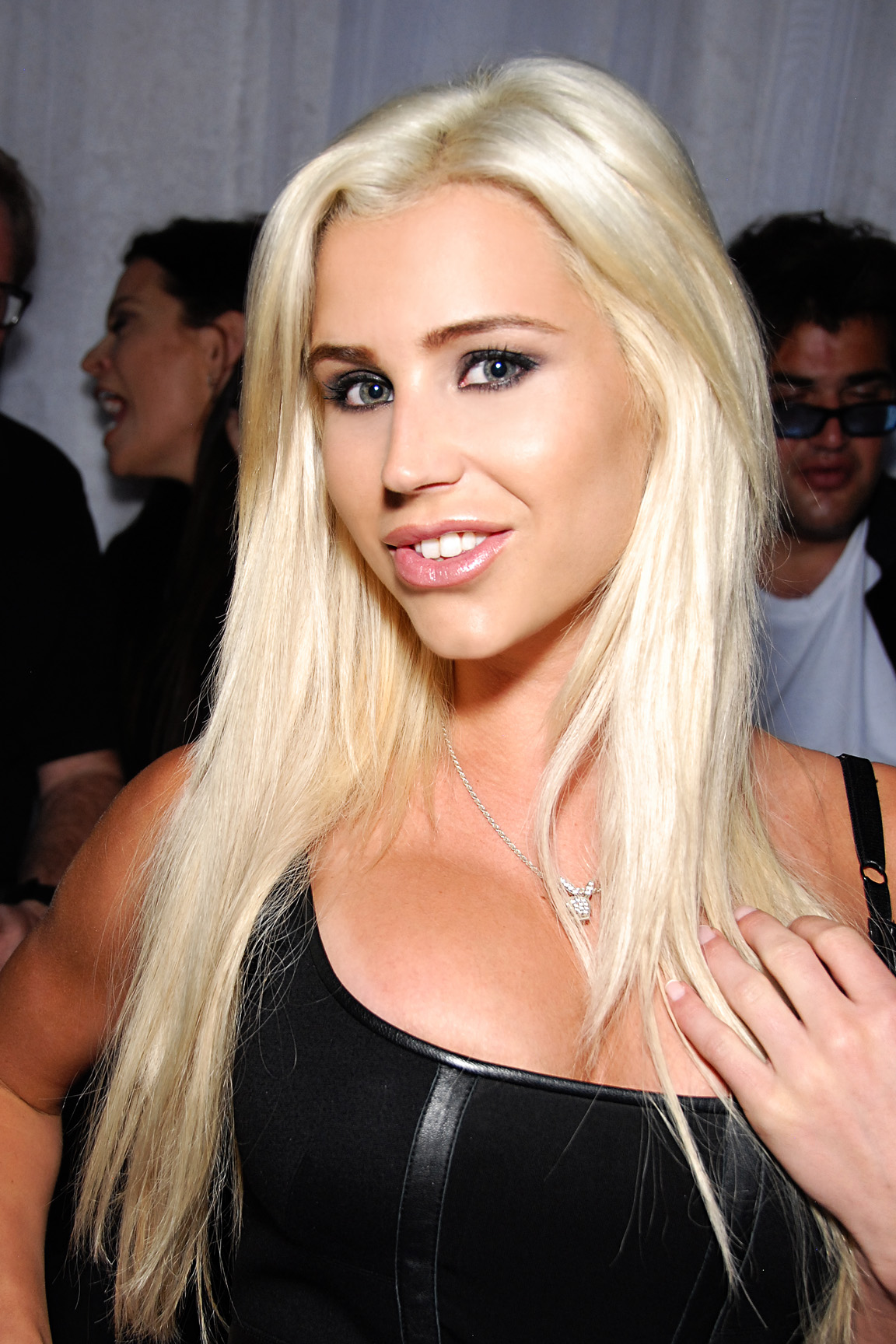
Spencer Scott
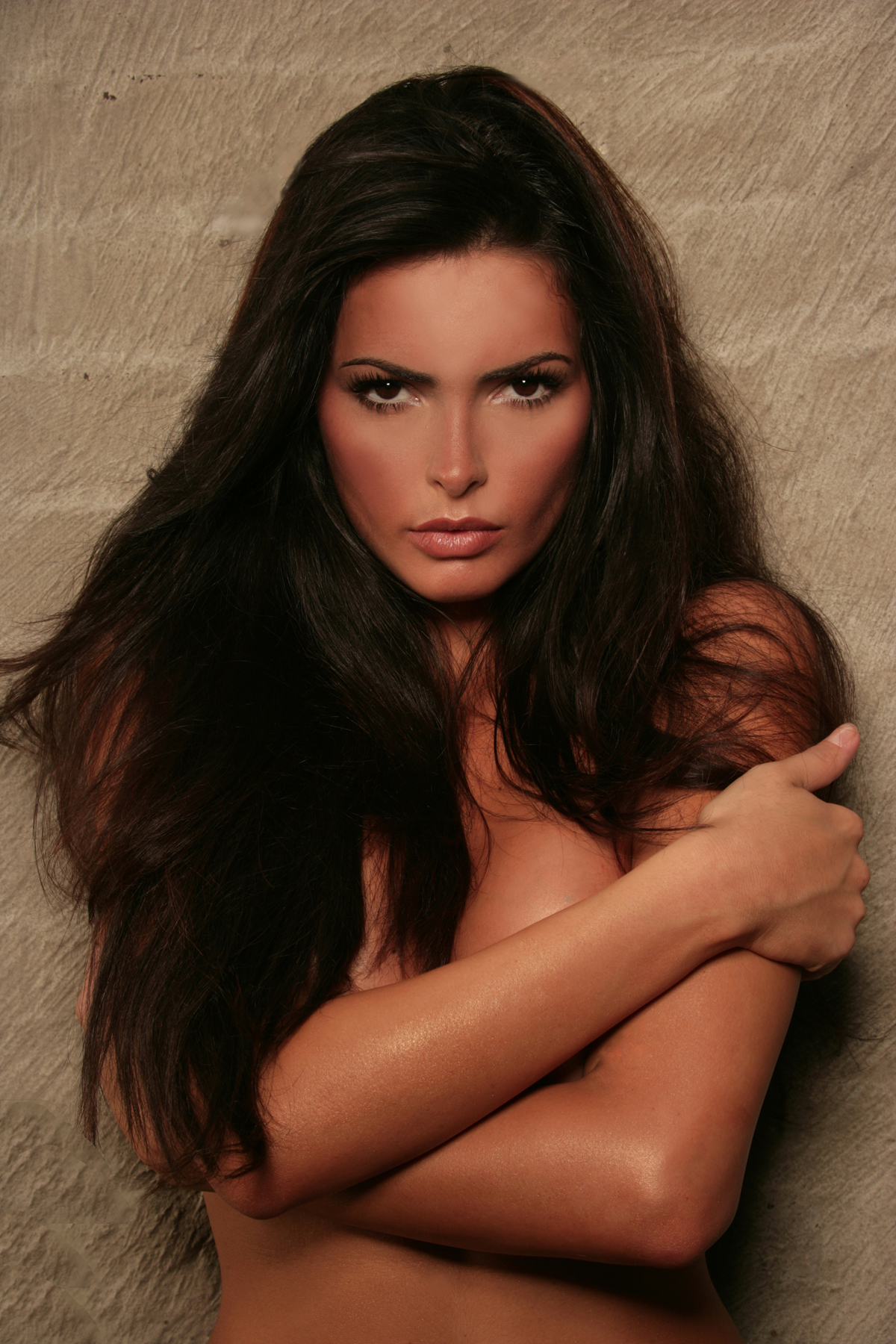
Sasckya Porto

### 2008
Playmate of the Year : Jayde Nicole 
- Miss January : Sandra Nilsson
- Miss February : Michelle McLaughlin
- Miss March : Ida Ljungqvist
- Miss April : Regina Deutinger
- Miss May : Amanda Jane Alexander
- Miss June : Juliette Fretté
- Miss July : Laura Croft
- Miss August : Kayla Collins
- Miss September : Valerie Mason
- Miss October : Kelly Carrington
- Miss November : Grace Kim
- Misses December : Jennifer et Natalie Jo Campbell

Playmates de 2008
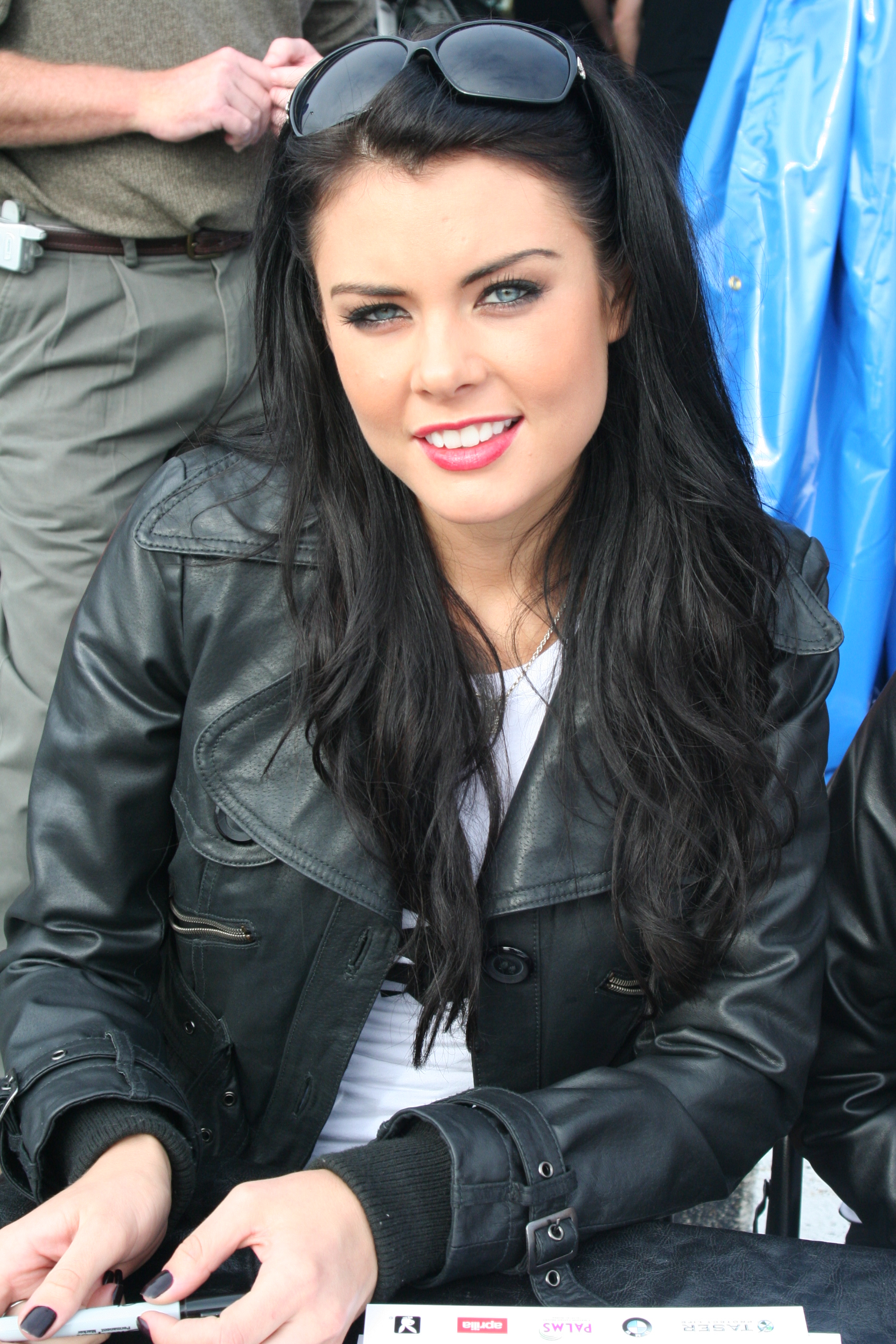
Sandra Nilsson
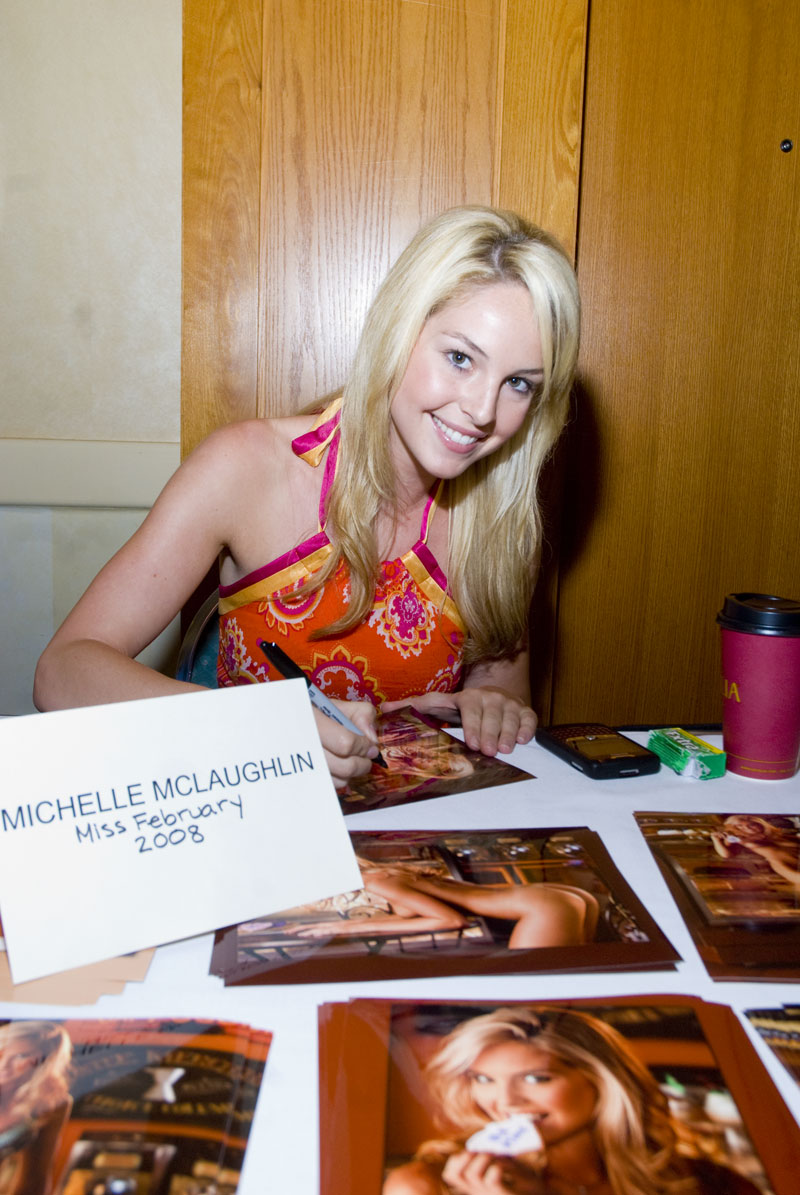
Michelle McLaughlin
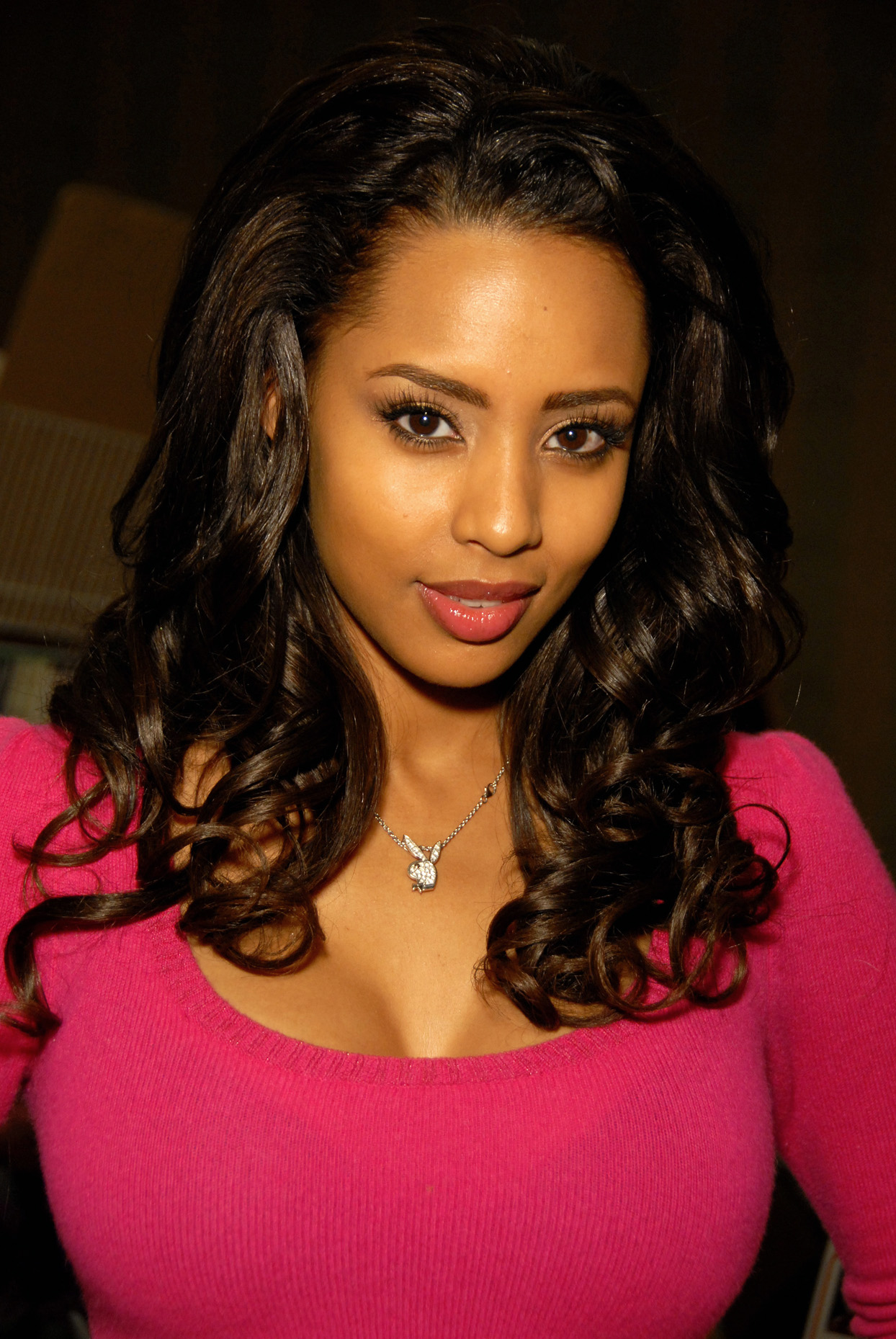
Ida Ljungqvisto
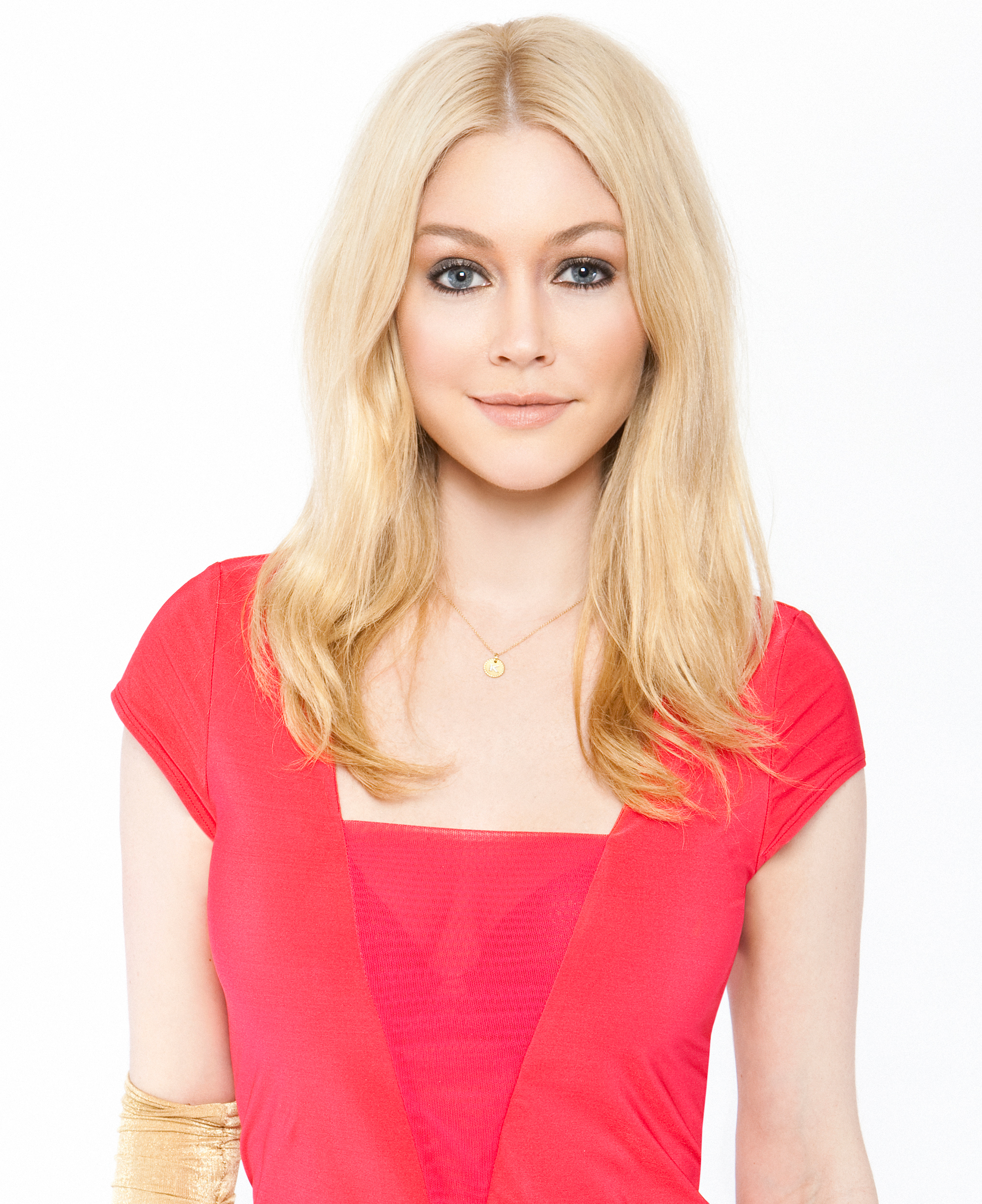
Kelly Carrington

### 2009
Playmate of the Year : Ida Ljungqvist 
- Miss January : Dasha Astafieva
- Miss February : Jessica Burciaga
- Miss March : Jennifer Pershing
- Miss April : Hope Dworaczyk
- Miss May : Crystal McCahill [1]
- Miss June : Candice Cassidy
- Miss July : Karissa Shannon  (Numéro double)
- Miss August : Kristina Shannon  (Numéro double)
- Miss September : Kimberly Phillips
- Miss October : Lindsey Gayle Evans
- Miss November : Kelley Thompson
- Miss December : Crystal Harris [2]

Playmates de 2009
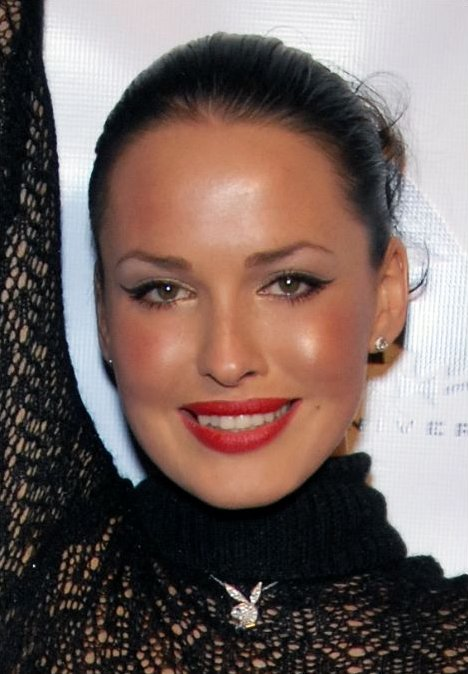
Dasha Astafieva
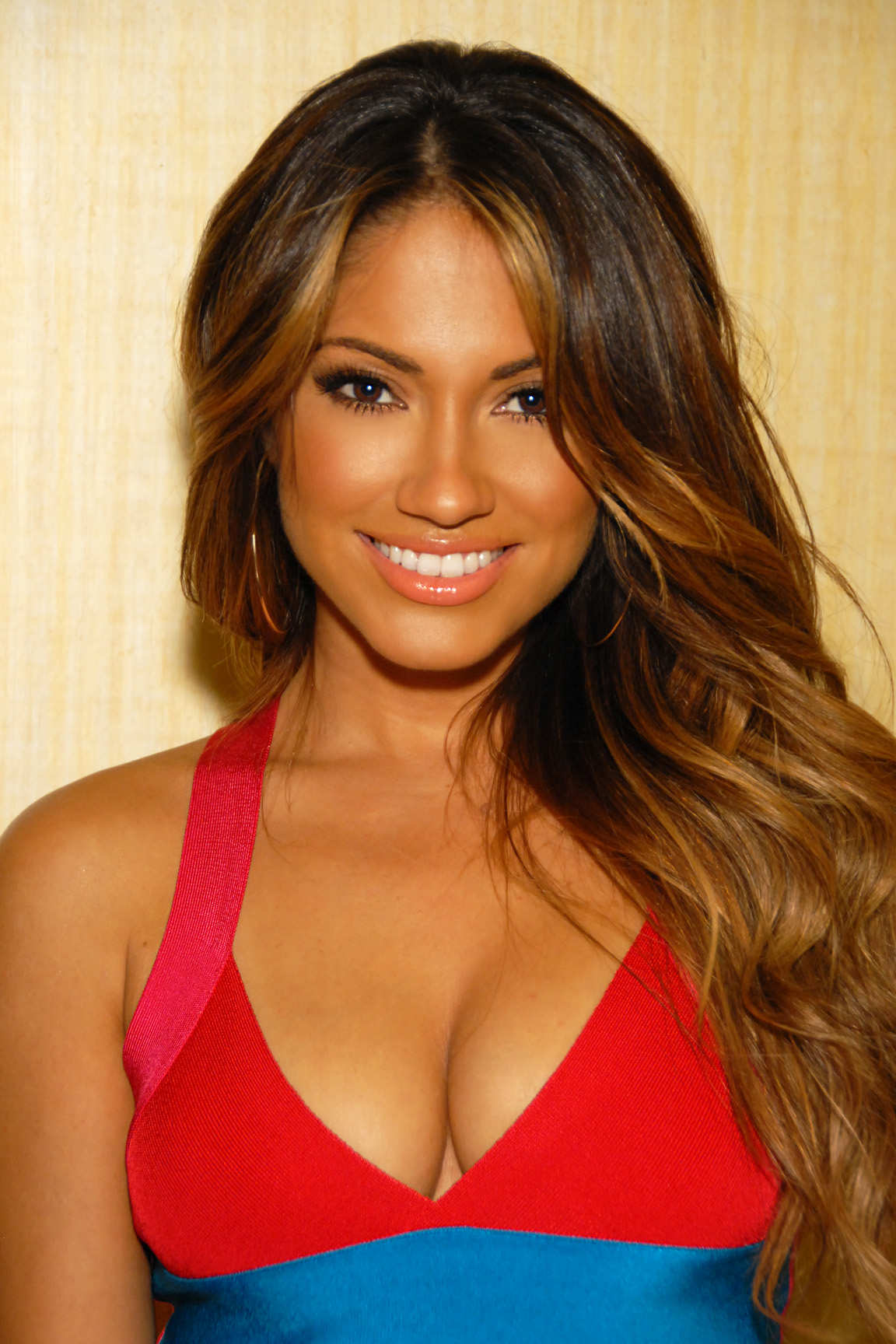
Jessica Burciaga
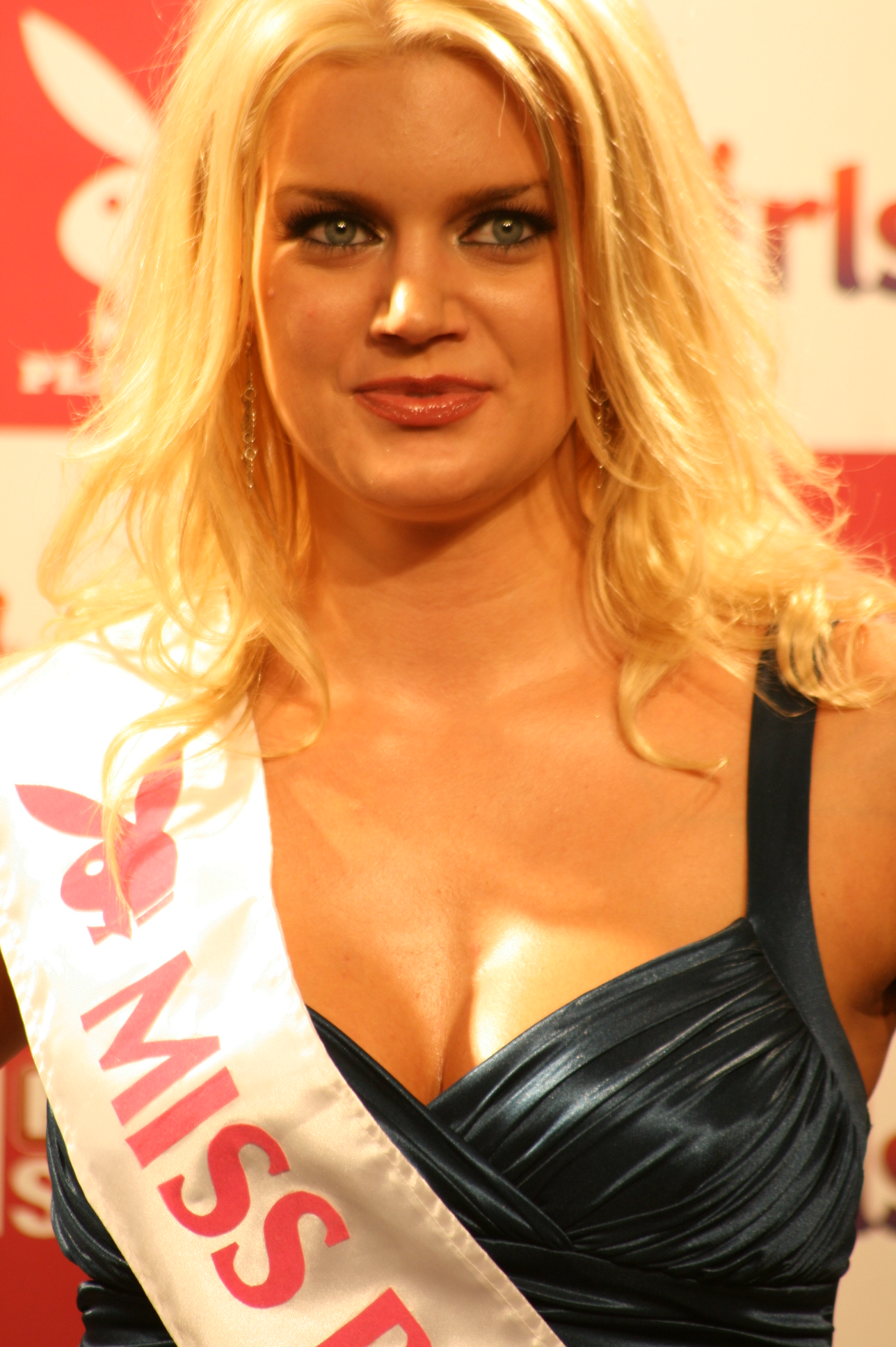
Jennifer Pershing
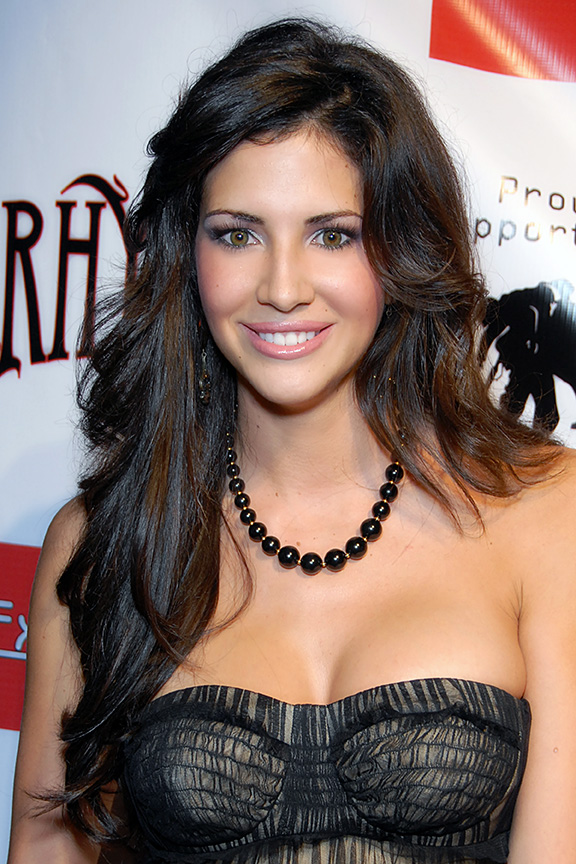
Hope Dworaczyk
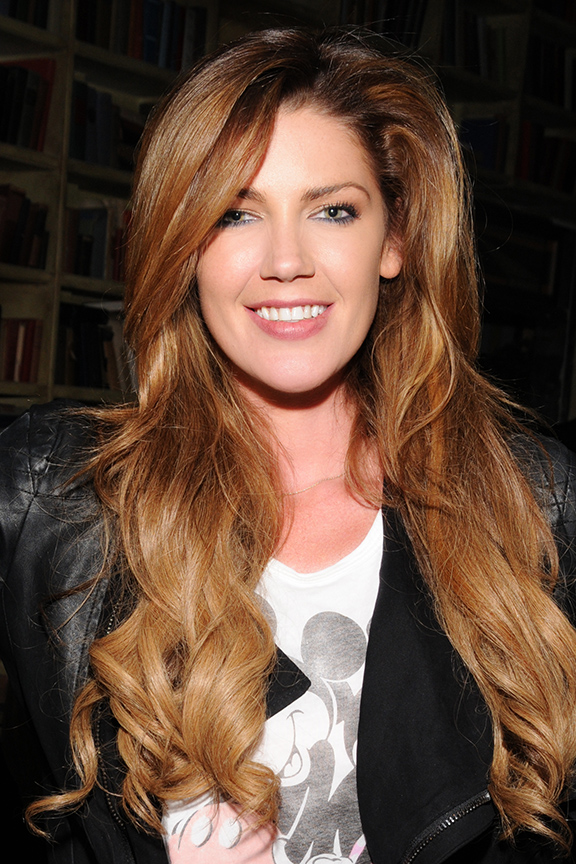
Crystal McCahill

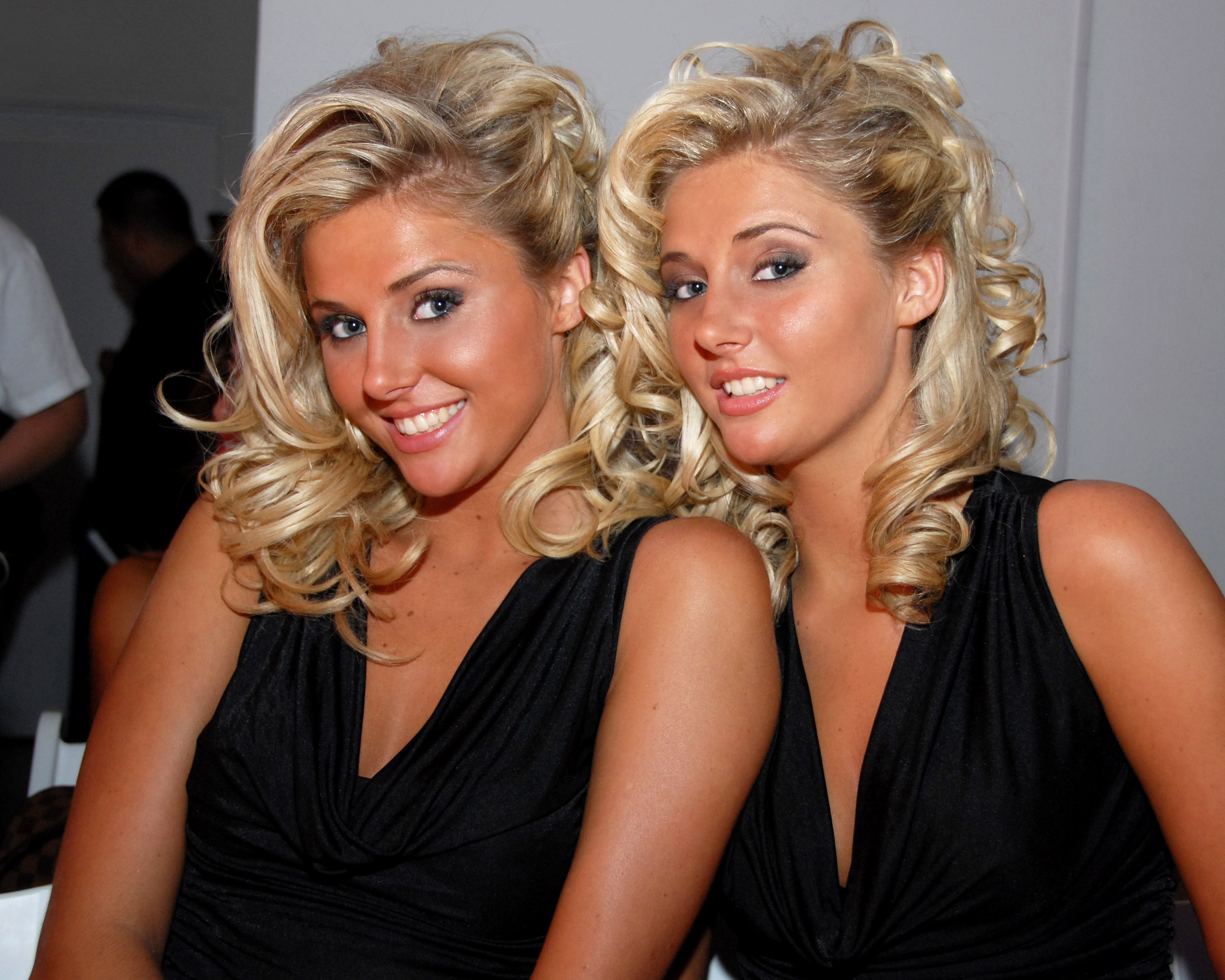
Karissa et Kristina Shannon
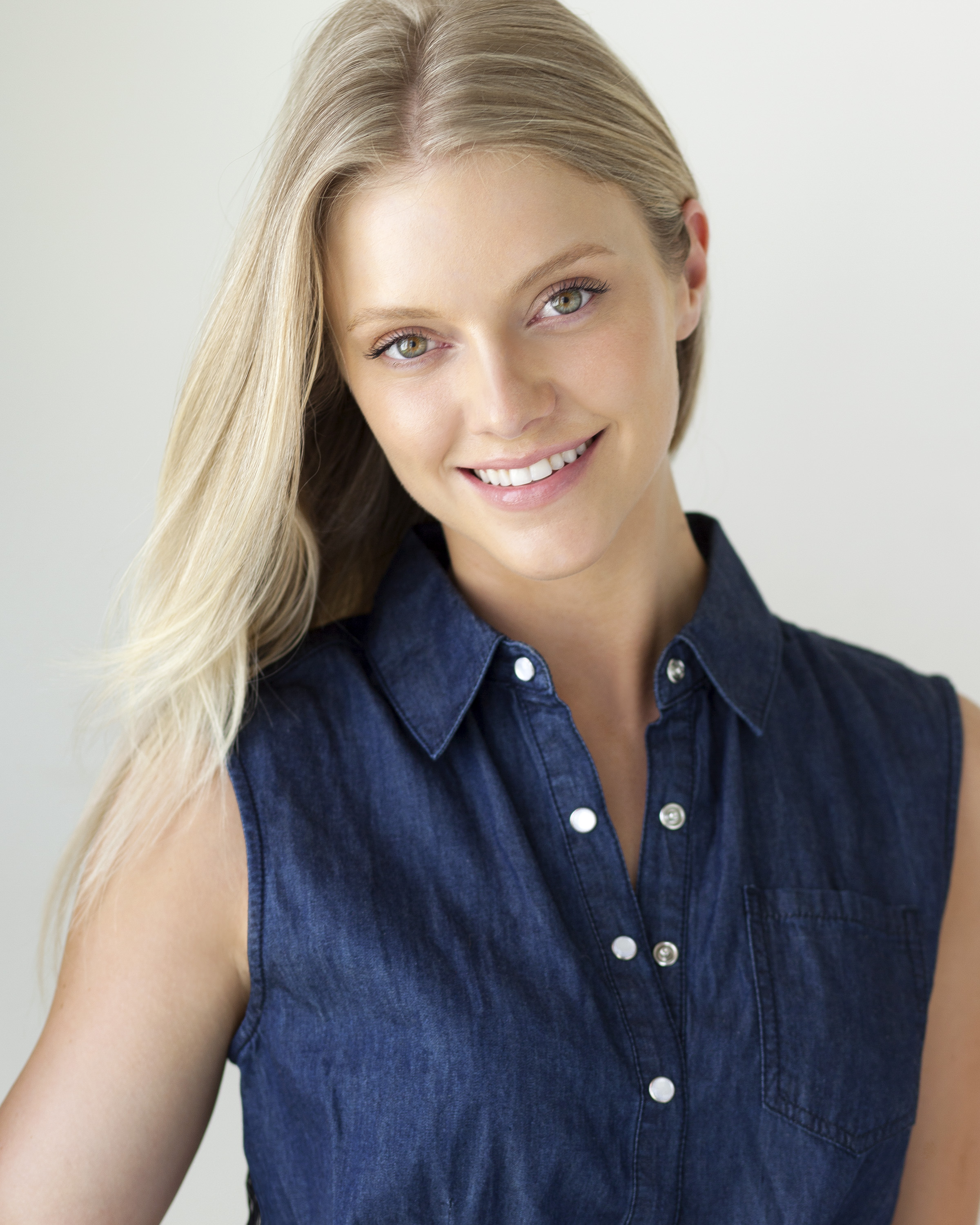
Lindsey Gayle Evans
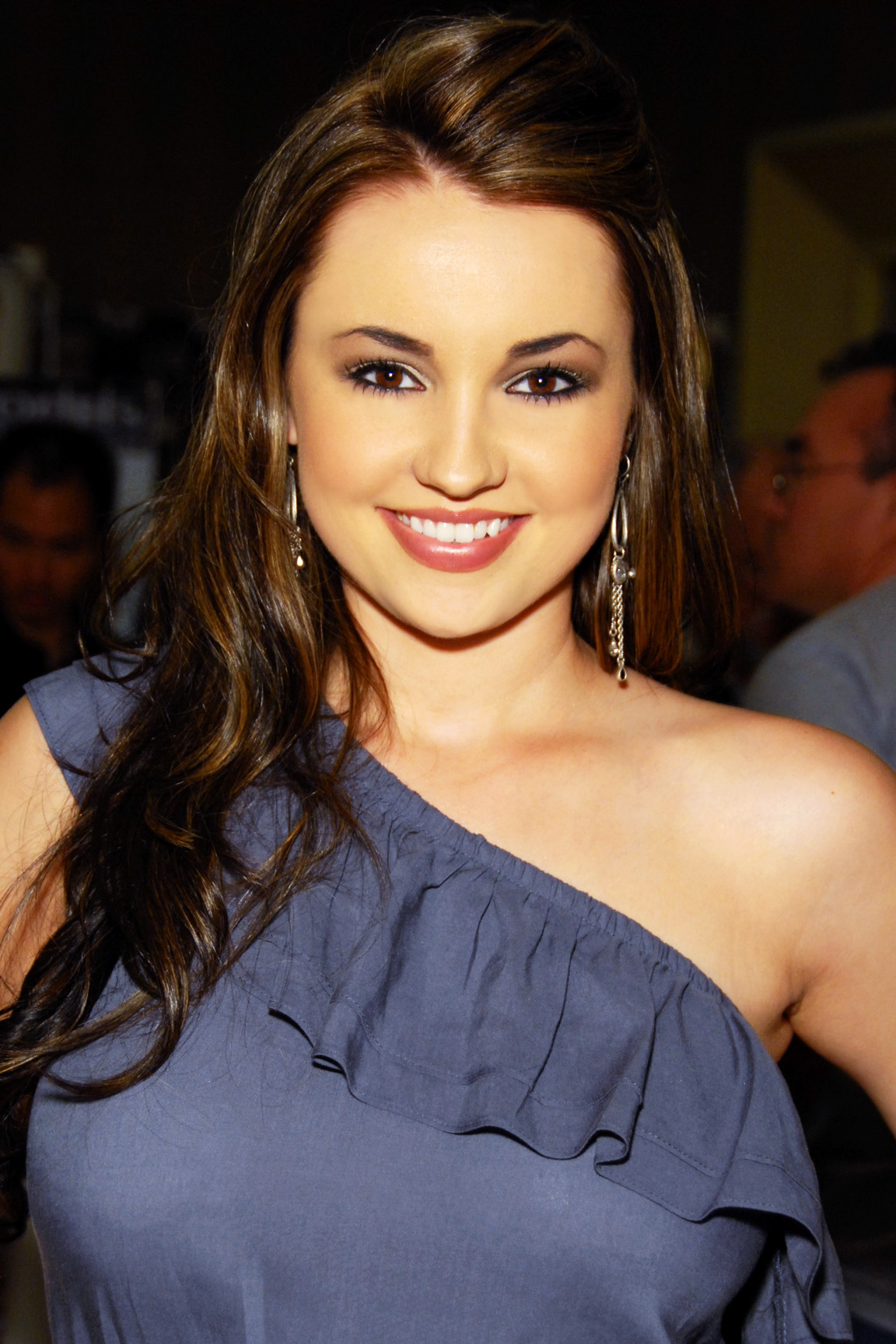
Kelley Thompson
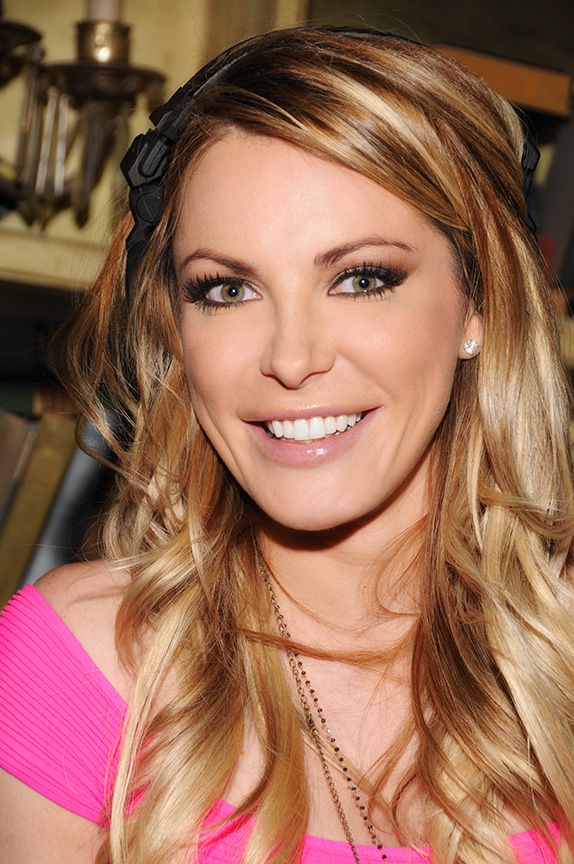
Crystal Harris

## Source
- (en) Playmate Archive 2000-2007 sur le site officiel du magazine Playboy

## Fichiers externes
- Dépliants centraux des années 2000